# Liste der Biografien/Richa
Liste der Biografien |
Portal Biografien |
Personensuche
# |
A |
B |
C |
D |
E |
F |
G |
H |
I |
J |
K |
L |
M |
N |
O |
P |
Q |
R |
S |
T |
U |
V |
W |
X |
Y |
Z |
?
 
Ra |
Rb |
Rd |
Re |
Rh |
Ri |
Rj |
Rk |
Rl |
Rm |
Rn |
Ro |
Rr |
Rs |
Rt |
Ru |
Rv |
Rw |
Rx |
Ry |
Rz
 
Ria |
Rib |
Ric |
Rid |
Rie |
Rif |
Rig |
Rih |
Rii |
Rij |
Rik |
Ril |
Rim |
Rin |
Rio |
Rip |
Riq |
Rir |
Ris |
Rit |
Riu |
Riv |
Riw |
Rix |
Riy |
Riz
 
Rica |
Ricb |
Ricc |
Rice |
Rich |
Rici |
Rick |
Ricl |
Rico |
Ricq |
Rics |
Rict |
Ricu |
Ricz
 
Richa |
Richb |
Richd |
Riche |
Richg |
Richi |
Richl |
Richm |
Richn |
Richo |
Richr |
Richs |
Richt |
Richu |
Richw |
Richz
Die Liste der Biografien führt alle Personen auf, die in der deutschsprachigen Wikipedia einen Artikel haben. Dieses ist eine Teilliste mit 570 Einträgen von Personen, deren Namen mit den Buchstaben „Richa“ beginnt.

## Richa
- Richa, Ana (* 1966), brasilianische Volleyball- und Beachvolleyballspielerin

### Richaf
- Richafort, Jean, franko-flämischer Komponist und Sänger der Renaissance

### Richal
- Richalm von Schöntal, deutscher Zisterzienser

### Richar
- Richar († 972), Graf von Hennegau, Herzog von Niederlothringen

#### Richard
- Richard († 1178), schottischer Geistlicher
- Richard († 1203), schottischer Geistlicher
- Richard, englischer Geistlicher
- Richard, schottischer Geistlicher
- Richard, Bischof von Brandenburg
- Richard († 1039), Abt von Amorbach, Abt von Fulda
- Richard († 1067), Graf von Évreux
- Richard 23 (* 1963), belgischer Musiker
- Richard Aungerville († 1345), Bischof von Durham
- Richard de Bienfaite († 1090), Seigneur de Bienfaite et d’Orbec, später Lord of Clare and Tonbridge
- Richard de Bures († 1247), Großmeister des Templerordens
- Richard de Camville († 1191), anglonormannischer Ritter und Kreuzfahrer, Regent von Zypern
- Richard de Fournival (1201–1260), nordfranzösischer Kleriker, Gelehrter, Chirurg, Astronom, Alchemist, Bibliothekar, Dichter und Musiker
- Richard de la Vergne, François-Marie-Benjamin (1819–1908), französischer Kardinal, Erzbischof von Paris
- Richard de Lucy († 1179), Justiciar von England
- Richard de Montfichet († 1267), englischer Adliger und Rebell
- Richard de Umfraville († 1226), englischer Adliger
- Richard der Gerichtsherr (858–921), Herzog von Burgund
- Richard d’Étampes (1395–1438), Graf von Étampes
- Richard Filangieri, kaiserlicher Marschall von Sizilien, Gefolgsmann Kaiser Friedrichs II., Statthalter von Jerusalem
- Richard fitz Nigel († 1198), Lord High Treasurer von England und Bischof von London
- Richard Grant († 1231), Erzbischof von Canterbury
- Richard Hoton († 1308), englischer Geistlicher, Prior von Durham
- Richard I. († 996), Herzog der NormandieRichard I. († 996)

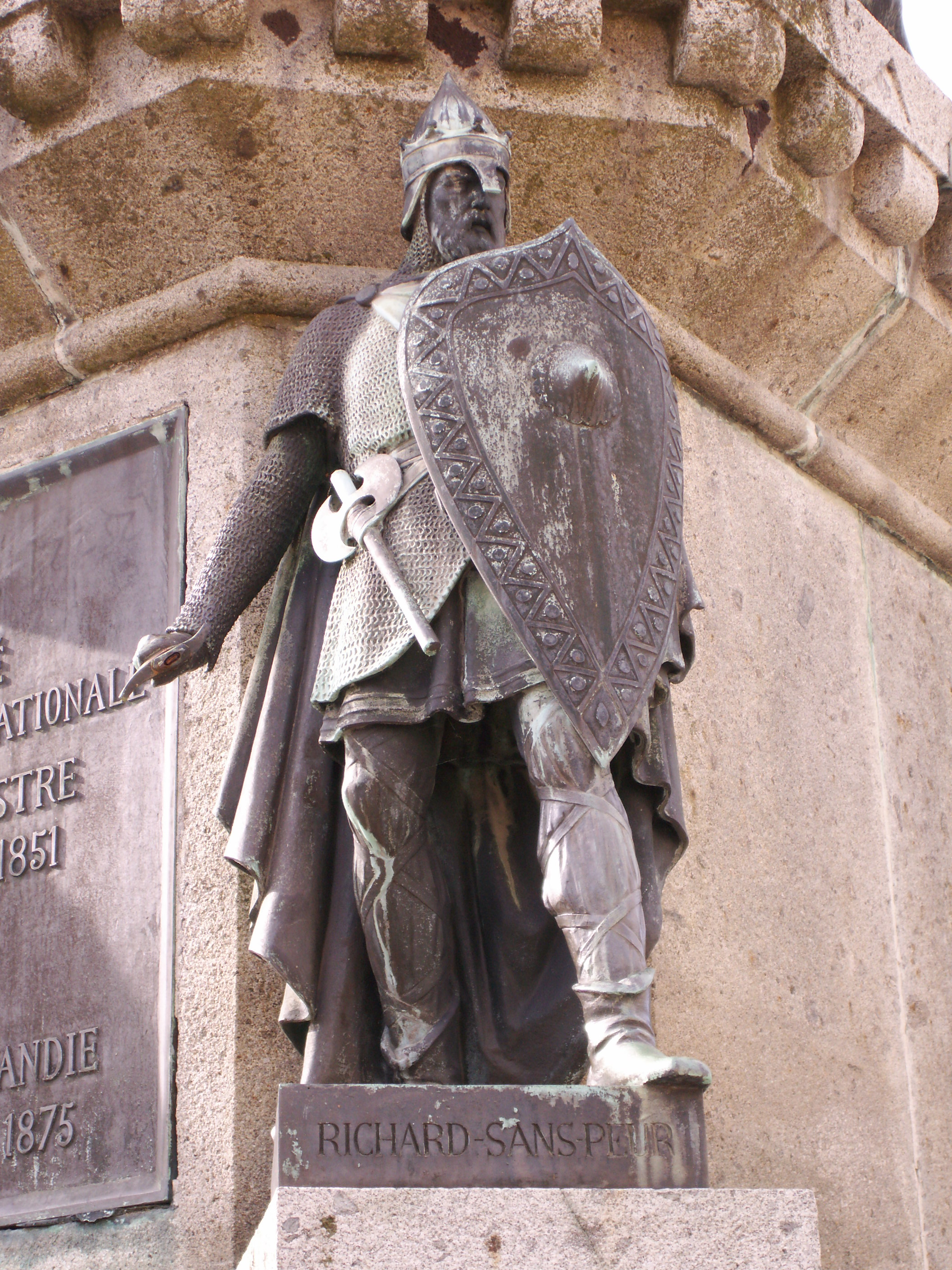
Richard I. († 996)

- Richard II. († 1026), zweiter Herzog der Normandie
- Richard II. (1367–1400), König von England
- Richard III. († 1027), dritter Herzog der Normandie
- Richard III. (1452–1485), König von England (1483–1485)Richard III. (1452–1485)

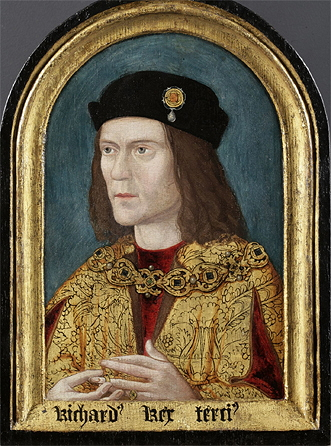
Richard III. (1452–1485)

- Richard Kellaw († 1316), englischer Ordensgeistlicher
- Richard Kilvington († 1361), englischer Philosoph und Theologe
- Richard Löwenherz (1157–1199), Herzog von Aquitanien, Herzog von Poitiers und englischer König
- Richard of Carew († 1280), walisischer Geistlicher, Bischof von St Davids
- Richard of Chilham, unehelicher Sohn des englischen Königs Johann Ohneland
- Richard of Conisburgh, 1. Earl of Cambridge (1375–1415), englischer Peer und Enkel des Königs Eduard III.
- Richard of Dover († 1184), anglonormannischer Geistlicher, Erzbischof von Canterbury
- Richard of Gravesend († 1279), englischer Geistlicher, Bischof von Lincoln
- Richard of Gravesend († 1303), englischer Geistlicher, Bischof von London
- Richard of Ilchester († 1188), anglonormannischer Höfling, Beamter und Diplomat, Bischof von Winchester
- Richard of Inverkeithing († 1272), schottischer Geistlicher
- Richard of Staines, englischer Richter
- Richard of the Provender († 1178), schottischer Geistlicher
- Richard of the Provender († 1210), schottischer Geistlicher
- Richard of Ware († 1283), englischer Geistlicher, Abt von Westminster Abbey und Lord High Treasurer
- Richard Palmer († 1195), Bischof von Syrakus, Erzbischof von Messina, Familiar Wilhelms II. von Sizilien
- Richard Rolle († 1349), englischer Eremit und Schriftsteller
- Richard vom Prinzipat († 1114), Seneschall von Apulien und Kalabrien, Graf von Mottola Castellaneta und Oria, Regent von Edessa
- Richard von Acerra († 1196), Graf von Acerra
- Richard von Arnsberg († 1190), Prämonstratenser, religiöser Autor und Seliger
- Richard von Capua († 1078), normannischer Fürst in Unteritalien
- Richard von Chichester († 1253), Bischof von Chichester und Heiliger der Anglikanischen Kirche
- Richard von Chieti († 1249), Graf von Chieti, Sohn Kaiser Friedrichs II.
- Richard von Cornwall (1209–1272), König des Heiligen Römischen Reiches, Earl of Cornwall, Graf von PoitouRichard von Cornwall (1209–1272)

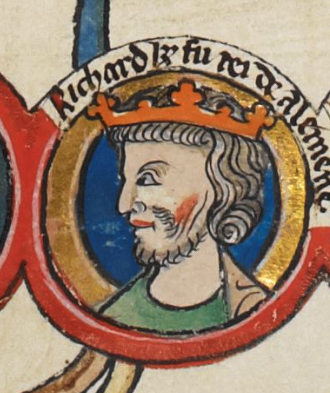
Richard von Cornwall (1209–1272)

- Richard von Daun († 1257), Bischof von Worms
- Richard von Deidesheim († 1278), deutscher Priester
- Richard von Mediavilla, Franziskaner, Philosoph und Theologe
- Richard von Montfort, Herr von Montfort und Épernon
- Richard von Passau († 902), Bischof von Passau
- Richard von Saint-Laurent, französischer Geistlicher und scholastischer Theologe
- Richard von San Germano († 1244), Historiker
- Richard von St. Vanne († 1046), lothringischer Mönch, Abt von Saint-Vanne in Verdun
- Richard von St. Viktor († 1173), Augustinerchorherr und Theologe
- Richard von Wallingford (1292–1336), englischer Geistlicher, Astronom und Uhrmacher
- Richard von Wendover († 1252), englischer Arzt und Geistlicher
- Richard von Wessex, westsächsischer König in Wessex und Heiliger
- Richard, 2. Duke of Gloucester (* 1944), britischer Adeliger, Mitglied des britischen KönigshausesRichard, 2. Duke of Gloucester (* 1944)

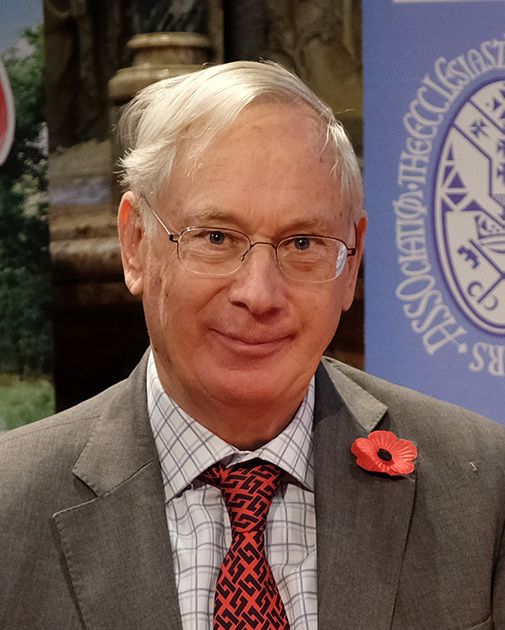
Richard, 2. Duke of Gloucester (* 1944)

- Richard, Abbé (1822–1882), französischer Theologe und Wünschelrutengänger
- Richard, Achille (1794–1852), französischer Botaniker und Mediziner
- Richard, Alain (* 1945), französischer Politiker, Mitglied der Nationalversammlung
- Richard, Albert (1801–1881), Schweizer Schriftsteller und Romanist
- Richard, Alexia (* 1996), französische Beachvolleyballspielerin
- Richard, Alison (* 1948), britische Anthropologin und Hochschullehrerin
- Richard, André (* 1937), kanadischer Geistlicher, katholischer Bischof
- Richard, André (* 1944), Schweizer Komponist und Dirigent
- Richard, Antoine (* 1960), französischer Leichtathlet
- Richard, Antoine (* 1978), deutscher Kunsthändler und Fernsehpersönlichkeit
- Richard, Arsène (1935–1989), kanadischer Geistlicher, römisch-katholischer Bischof von Bathurst
- Richard, Balthazar, Komponist und Zinkenist des Barock
- Richard, Buddy (* 1943), chilenischer Sänger und Komponist
- Richard, Carl Friedrich Wilhelm, deutscher Zeichner, Radierer und Maler
- Richard, Charles A. (* 1959), US-amerikanischer Marineoffizier, Admiral der United States Navy, Leiter des United States Strategic Command
- Richard, Christian Rémi (* 1941), madagassischer Politiker
- Richard, Cliff (* 1940), britischer PopsängerCliff Richard (* 1940)

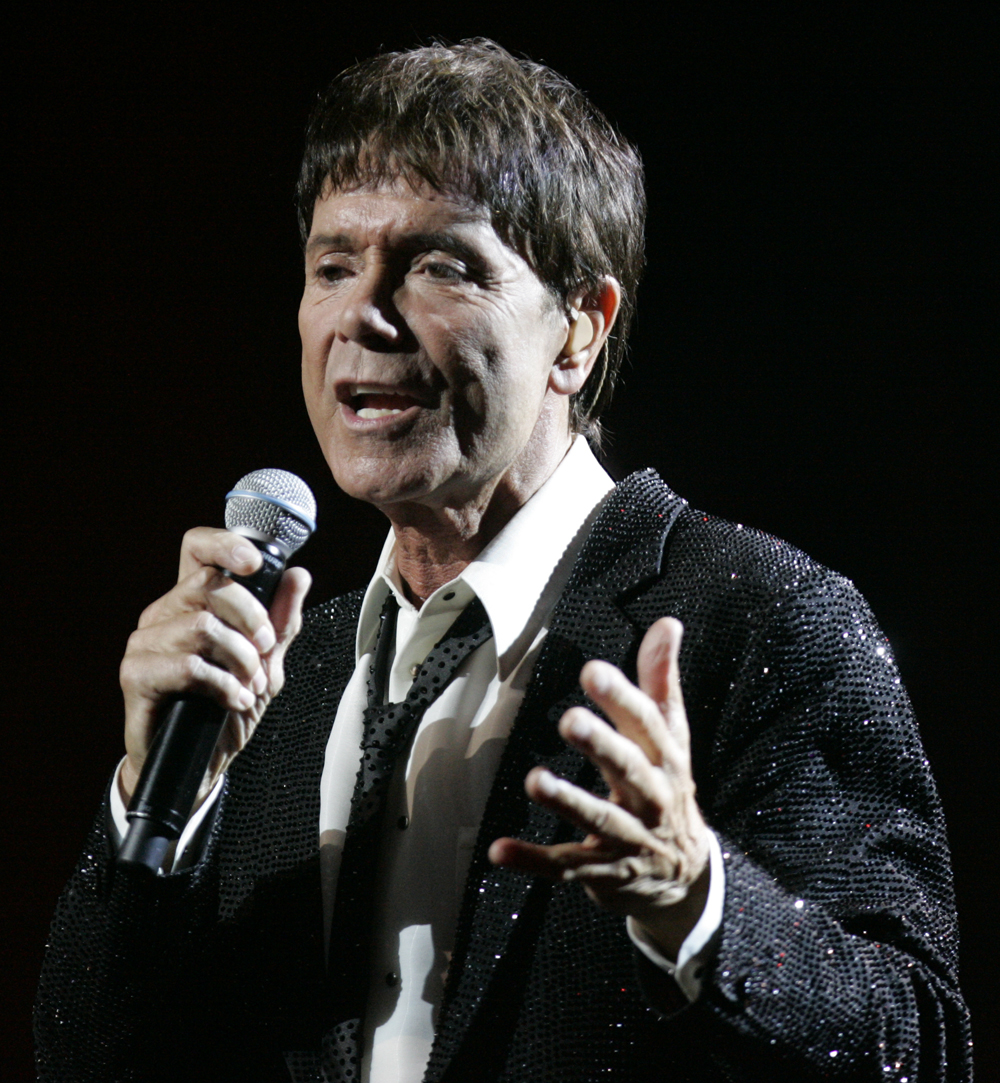
Cliff Richard (* 1940)

- Richard, Cyprien (* 1979), französischer Skirennläufer
- Richard, Dawn (* 1983), US-amerikanische R&B-Sängerin und Songwriterin
- Richard, Dieter (* 1952), deutscher Fußballspieler und -trainer
- Richard, Edmond (1927–2018), französischer Kameramann
- Richard, Emily (1948–2024), britische Schauspielerin
- Richard, Eric (* 1940), englischer Schauspieler
- Richard, Felix (1915–1984), Schweizer Forstwissenschaftler
- Richard, Firmine (* 1947), französische SchauspielerinFirmine Richard (* 1947)

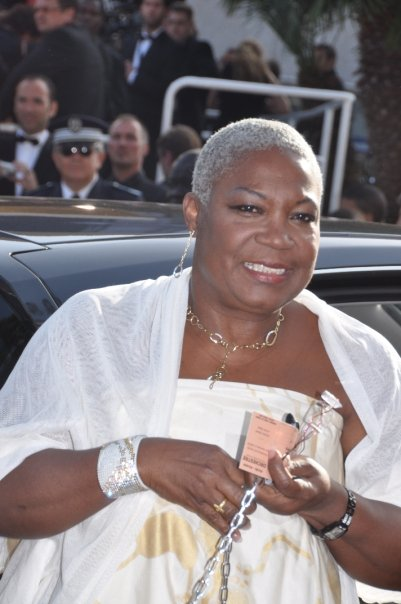
Firmine Richard (* 1947)

- Richard, Franz (1838–1901), deutscher Fotograf
- Richard, Fred (* 2004), US-amerikanischer Geräteturner
- Richard, Frida (1873–1946), österreichische Schauspielerin
- Richard, Fritz (1870–1933), österreichisch-deutscher Schauspieler
- Richard, Gabriel (1767–1832), US-amerikanischer Politiker französischer Herkunft
- Richard, Gaston (1860–1945), französischer Soziologe
- Richard, Gisbert (* 1949), deutscher Ophthalmologe; Hochschullehrer in Hamburg
- Richard, Henri (1936–2020), kanadischer Eishockeyspieler
- Richard, Herbert (* 1946), deutscher Politiker (CDU)
- Richard, Ivor (1932–2018), britischer Politiker, Mitglied des House of Commons
- Richard, Jacqueline (1928–2015), kanadische Pianistin, Korrepetitorin und Dirigentin
- Richard, Jacques (1952–2002), kanadischer Eishockeyspieler
- Richard, Jacques (* 1954), französischer Filmregisseur und Drehbuchautor
- Richard, James (1928–2002), Tontechniker
- Richard, Janet (* 1998), maltesische Sprinterin
- Richard, Jean (1921–2001), französischer Schauspieler, Theaterregisseur und ZirkusdirektorJean Richard (1921–2001)

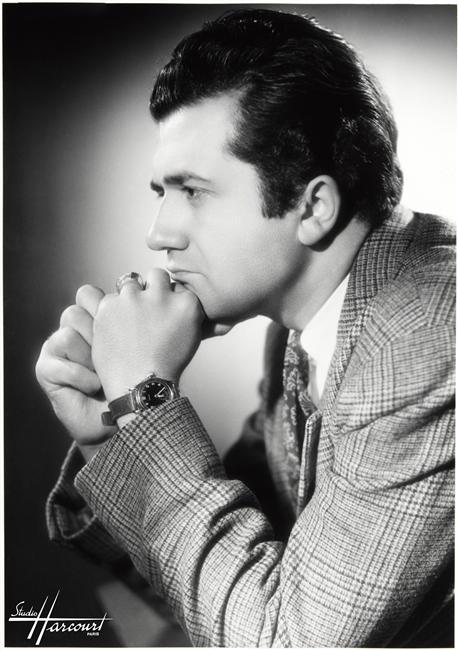
Jean Richard (1921–2001)

- Richard, Jean-Charles (* 1974), französischer Jazzmusiker (Sopran- und Baritonsaxophon)
- Richard, Jean-Jules (1911–1975), kanadischer Schriftsteller und Journalist
- Richard, Jean-Louis (1927–2012), französischer Schauspieler, Filmregisseur, Drehbuchautor
- Richard, Jean-Pierre (1922–2019), französischer Literaturwissenschaftler und Schriftsteller
- Richard, Jeanne (* 2002), französische Biathletin
- Richard, Joseph (1829–1898), Schweizer Politiker
- Richard, Jules (1848–1930), französischer Fabrikant, Fotograf
- Richard, Jules (1862–1956), französischer Mathematiker
- Richard, Jules (1863–1945), monegassischer Ozeanograph und Zoologe
- Richard, Kris (* 1979), US-amerikanischer American-Football-Spieler und -Trainer
- Richard, Lena († 1950), US-amerikanische Gastronomin, Köchin, Kochbuchautorin und Fernsehmoderatorin
- Richard, Lionel (* 1938), französischer Historiker, Kulturwissenschaftler und Schriftsteller
- Richard, Livia Anne (* 1969), Schweizer Theaterregisseurin und -autorin sowie Privattheater-Unternehmerin
- Richard, Louis Claude Marie (1754–1821), französischer Botaniker
- Richard, Marc-Eugène (1843–1925), Schweizer Politiker (LPS) und Jurist
- Richard, Marthe (1889–1982), französische Politikerin und Prostituierte
- Richard, Martin (* 1951), deutscher Politiker (CDU)
- Richard, Maurice (1921–2000), kanadischer Eishockeyspieler
- Richard, Max (1818–1901), französischer Unternehmer und Politiker
- Richard, Max (1897–1953), Schweizer Chirurg
- Richard, Mike (* 1966), kanadischer Eishockeyspieler und -trainer
- Richard, Nathalie (* 1963), französische Schauspielerin
- Richard, Nicole (1957–2014), deutsche Gerontologin
- Richard, Pablo (1939–2021), chilenischer römisch-katholischer Geistlicher und Befreiungstheologe
- Richard, Pascal (* 1964), Schweizer RadrennfahrerPascal Richard (* 1964)

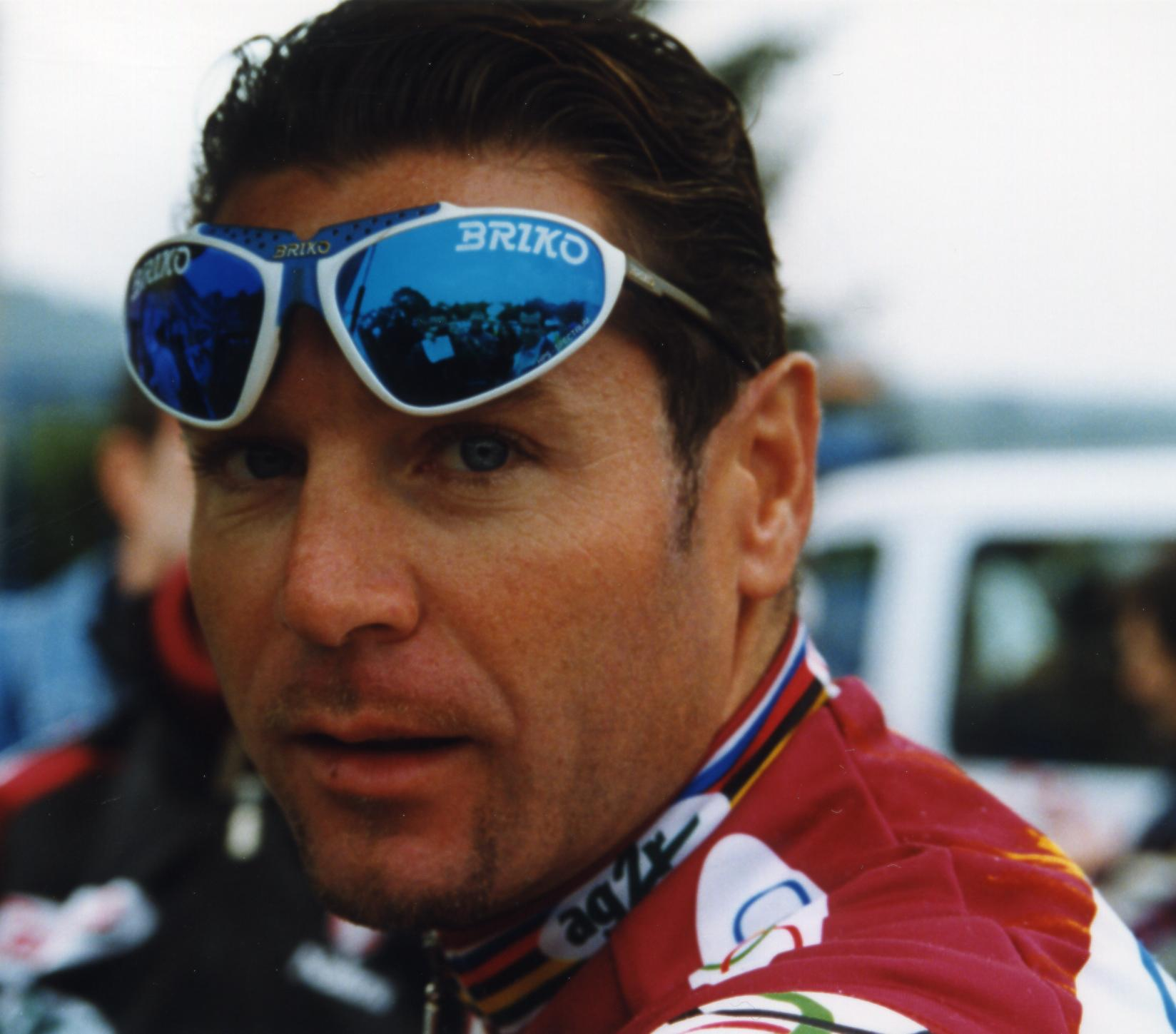
Pascal Richard (* 1964)

- Richard, Pierre (* 1934), französischer Schauspieler und KomikerPierre Richard (* 1934)

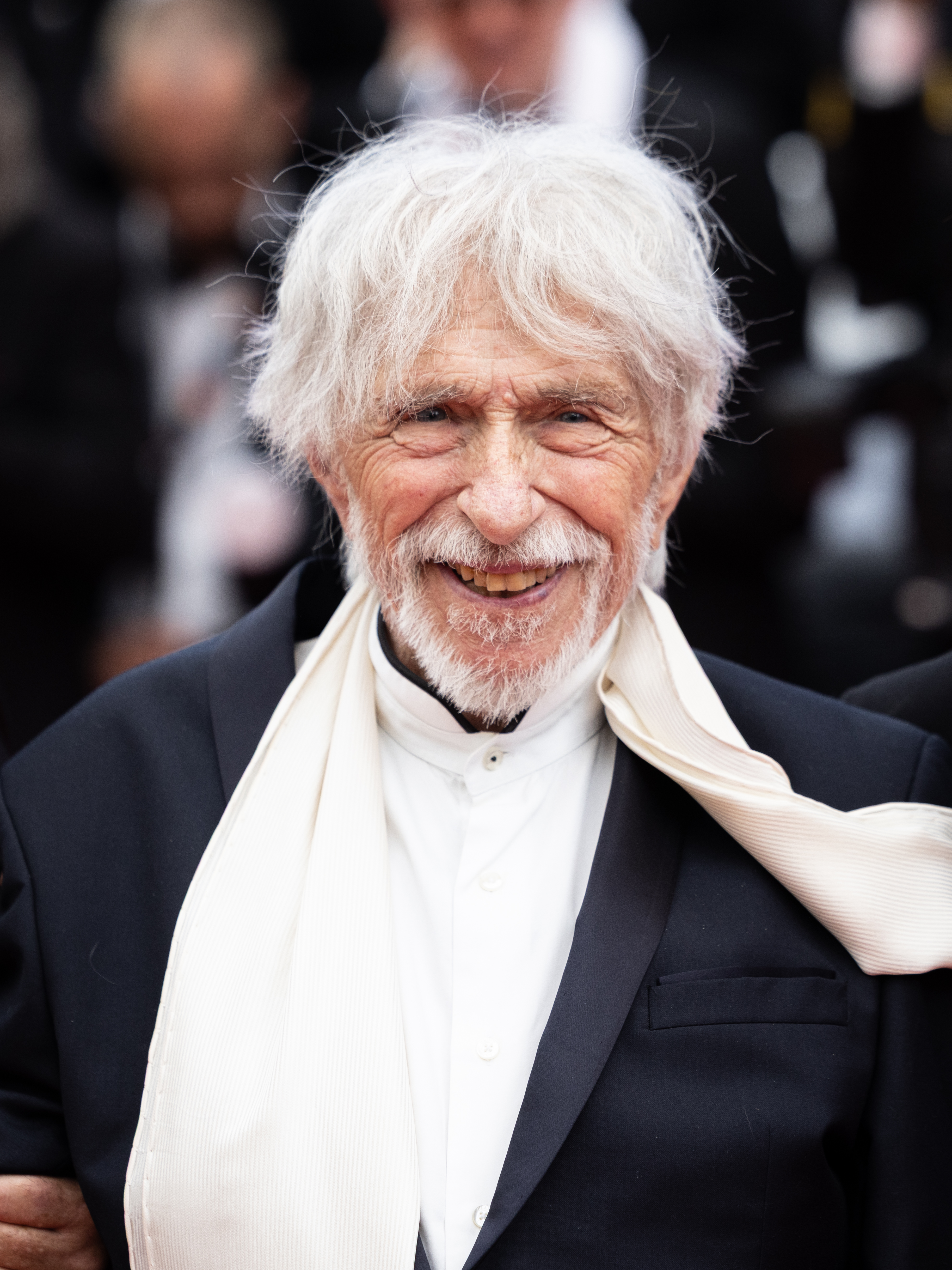
Pierre Richard (* 1934)

- Richard, Renald (1925–2021), US-amerikanischer Jazz- und Rhythm-&-Blues-Musiker (Trompete)
- Richard, Richard (1858–1933), Theaterschauspieler und Sänger (Bass)
- Ri’chard, Robert (* 1983), US-amerikanischer Schauspieler
- Richard, Rod (* 1932), US-amerikanischer Sprinter
- Richard, Ruth Ingrid, deutsche Schönheitskönigin und Fotomodell
- Richard, Salomé (* 1987), belgische Schauspielerin
- Richard, Stéphane (* 1961), französischer Staatsbeamter und Manager
- Richard, Tanner (* 1993), Schweizer Eishockeyspieler
- Richard, Timothy (1845–1919), britischer (walisischer) Missionar
- Richard, Tyrell (* 1997), US-amerikanischer Sprinter
- Richard, Ursula (* 1955), deutsche buddhistische Übersetzerin, Verlegerin und Autorin
- Richard, Viola (1904–1973), US-amerikanische Schauspielerin
- Richard, Walter (* 1939), Schweizer Radrennfahrer
- Richard, Wendy (1943–2009), britische Schauspielerin
- Richard, Wilhelm (1816–1900), deutscher Architekt und Stadtplaner
- Richard, Yvan (* 1950), französischer Skispringer
- Richard, Zachary (* 1950), US-amerikanischer Singer-Songwriter und Autor
- Richard-Hamelin, Charles (* 1989), kanadischer PianistCharles Richard-Hamelin (* 1989)

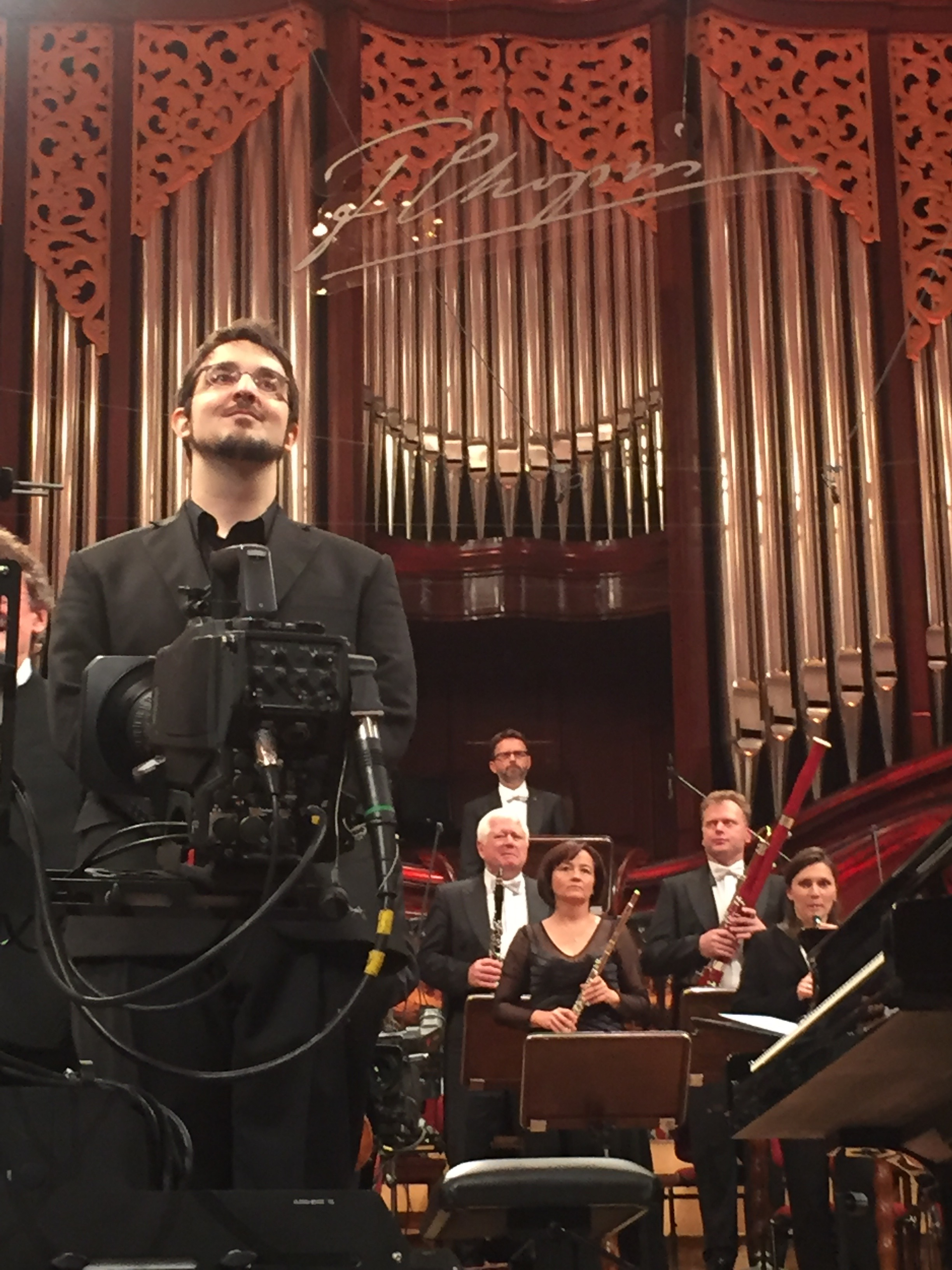
Charles Richard-Hamelin (* 1989)

- Richard-Mingas, Sarah (* 1998), französische Sprinterin
- Richard-Willm, Pierre (1895–1983), französischer Schauspieler

##### Richarde
- Richardeau, Xavier (* 1965), französischer Jazzmusiker (Saxophone, Komposition)
- Richardes, Márcio (* 1981), brasilianischer Fußballspieler
- Richardet, Louis (1911–1988), französischer Jazz- und Unterhaltungsmusiker (Akkordeon, Piano)
- Richardet, Louis-Marcel (1864–1923), Schweizer Sportschütze

##### Richardi
- Richardi, Godfried (1629–1682), deutscher Ordensgeistlicher, Abt von Grafschaft
- Richardi, Hans-Günter (1939–2025), deutscher Autor und Journalist
- Richardi, Reinhard (* 1937), deutscher Rechtswissenschaftler
- Richardis, Gemahlin Kaiser Karls III.
- Richardis von Merode, Äbtissin im Stift Nottuln (1428–1431)
- Richardis von Schwerin († 1377), Königin von Schweden

##### Richardo
- Richardot, Henri (1845–1927), französischer Jurist und Schriftsteller

##### Richards
- Richards, Addison (1902–1964), US-amerikanischer Schauspieler
- Richards, Albert Norton (1821–1897), kanadischer Politiker, Vizegouverneur von British Columbia
- Richards, Alfred N. (1876–1966), US-amerikanischer Pharmakologe
- Richards, Alma (1890–1963), US-amerikanischer Leichtathlet
- Richards, Amy (* 1970), US-amerikanische Publizistin, Fundraising-Beraterin und Frauenrechtlerin
- Richards, Andy (* 1952), britischer Sessionmusiker und Musikproduzent
- Richards, Ann (1917–2006), australische Schauspielerin
- Richards, Ann (1933–2006), US-amerikanische Politikerin und Gouverneurin von Texas
- Richards, Ann (1935–1982), US-amerikanische Jazzsängerin
- Richards, Ariana (* 1979), US-amerikanische SchauspielerinAriana Richards (* 1979)

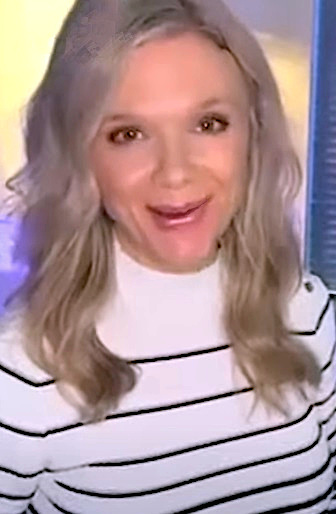
Ariana Richards (* 1979)

- Richards, Arthur, 1. Baron Milverton (1885–1978), britischer Kolonialgouverneur
- Richards, Ashley (* 1991), walisischer Fußballspieler
- Richards, Audrey (1899–1984), britische Ethnologin und Ernährungssoziologin
- Richards, Beah (1920–2000), US-amerikanische Film- und Theaterschauspielerin und Autorin
- Richards, Bill (1923–1995), kanadischer Geiger und Komponist
- Richards, Blake (* 1974), kanadischer Politiker
- Richards, Bob (1926–2023), US-amerikanischer Stabhochspringer und Politiker
- Richards, Brad (* 1980), kanadischer Eishockeyspieler
- Richards, Cecile (1957–2025), US-amerikanische politische Aktivistin
- Richards, Charles L. (1877–1953), US-amerikanischer Politiker
- Richards, Chris (* 2000), US-amerikanischer Fußballspieler
- Richards, Dakota Blue (* 1994), britische SchauspielerinDakota Blue Richards (* 1994)

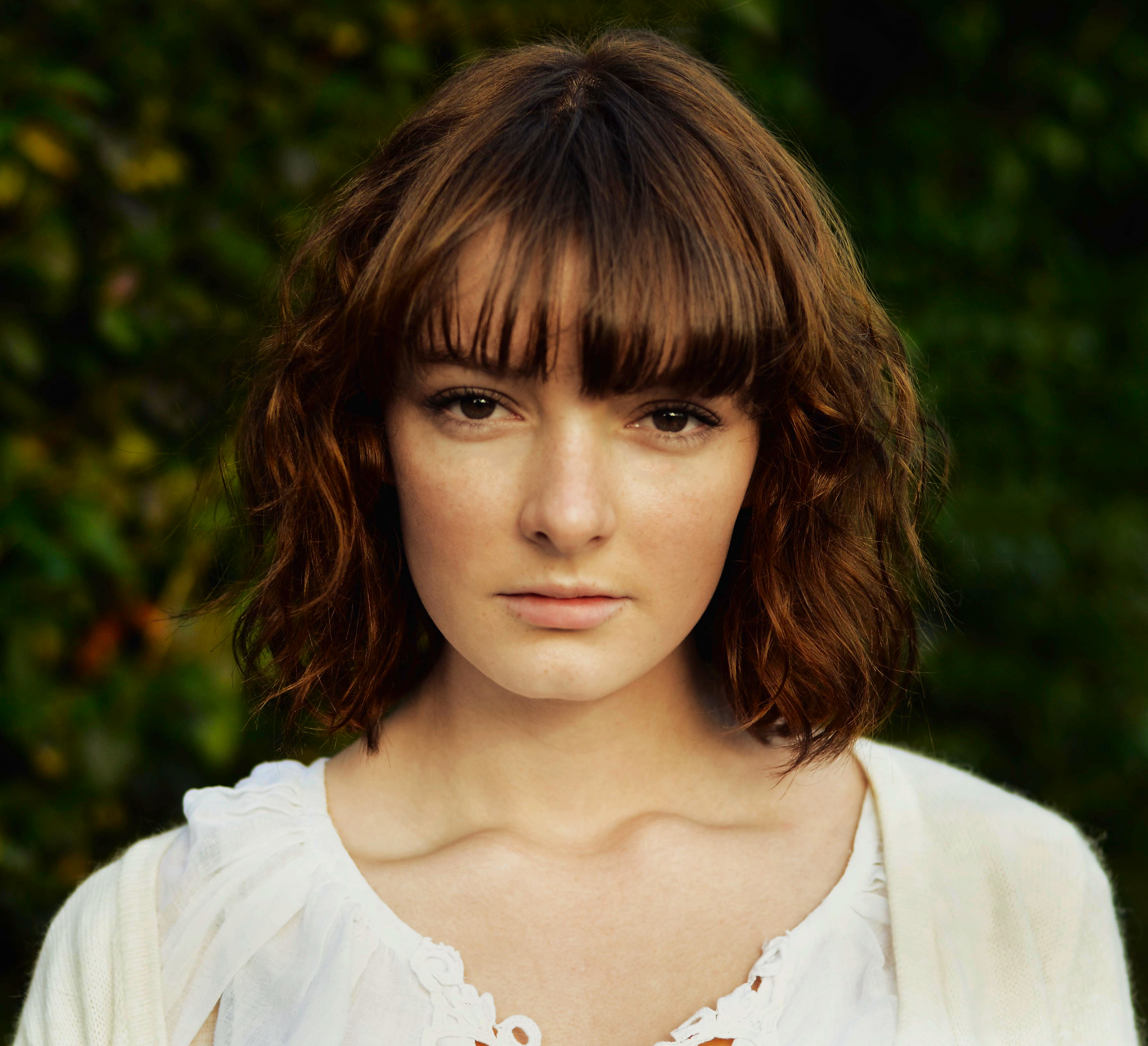
Dakota Blue Richards (* 1994)

- Richards, Dane (* 1983), jamaikanischer Fußballspieler
- Richards, Davey (* 1983), US-amerikanischer Wrestler
- Richards, David (* 1952), britischer Motorsportfunktionär
- Richards, David (1956–2013), britischer Musikproduzent und Keyboarder
- Richards, David J. (* 1952), britischer General, Vorsitzender des Generalstabs der Streitkräfte des Vereinigten Königreichs
- Richards, Dean (1974–2011), englischer Fußballspieler
- Richards, DeForest (1846–1903), US-amerikanischer Bankier, Farmer und Politiker (Republikanische Partei), Gouverneur von Wyoming
- Richards, Denise (* 1971), US-amerikanische SchauspielerinDenise Richards (* 1971)

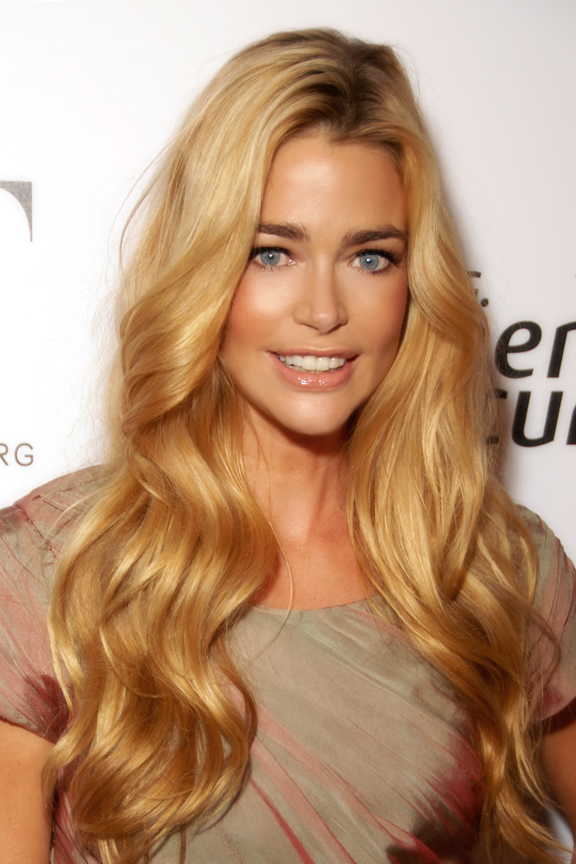
Denise Richards (* 1971)

- Richards, Dick (1924–2019), US-amerikanischer Schlagzeuger und Schauspieler
- Richards, Dick (* 1936), US-amerikanischer Filmregisseur, Filmproduzent und Drehbuchautor
- Richards, Dickinson W. (1895–1973), amerikanischer Internist
- Richards, Dudley (1932–1961), US-amerikanischer Eiskunstläufer
- Richards, Dujuan (* 2005), jamaikanischer Fußballspieler
- Richards, Earl Jeffrey (* 1952), US-amerikanischer Romanist
- Richards, Elfyn (1914–1995), britischer Physiker und Ingenieur
- Richards, Ellen Swallow (1842–1911), US-amerikanische Chemikerin und Ökologin
- Richards, Emil (1932–2019), US-amerikanischer Perkussionist und Studiomusiker
- Richards, Emma (* 1975), britische Weltumseglerin
- Richards, Erin (* 1986), walisische Schauspielerin
- Richards, Eugene (* 1944), US-amerikanischer Fotograf
- Richards, Evelleen, australische Wissenschaftshistorikerin und -philosophin
- Richards, Evie (* 1997), britische Mountainbikerin
- Richards, Francis (1880–1961), britischer Segler
- Richards, Francis (* 1945), britischer Gouverneur Gibraltars
- Richards, Frederick (1833–1912), britischer Admiral und Erster Seelord
- Richards, Gareth (1979–2023), britischer Komiker und Radiomoderator
- Richards, George Maxwell (1931–2018), trinidadischer Politiker; Präsident der Republik Trinidad und Tobago (2003 bis 2013)
- Richards, Horace Gardiner (1906–1984), US-amerikanischer Geologe
- Richards, I. A. (1893–1979), englischer Literaturkritiker und Rhetoriker
- Richards, J. August (* 1973), US-amerikanischer SchauspielerJ. August Richards (* 1973)

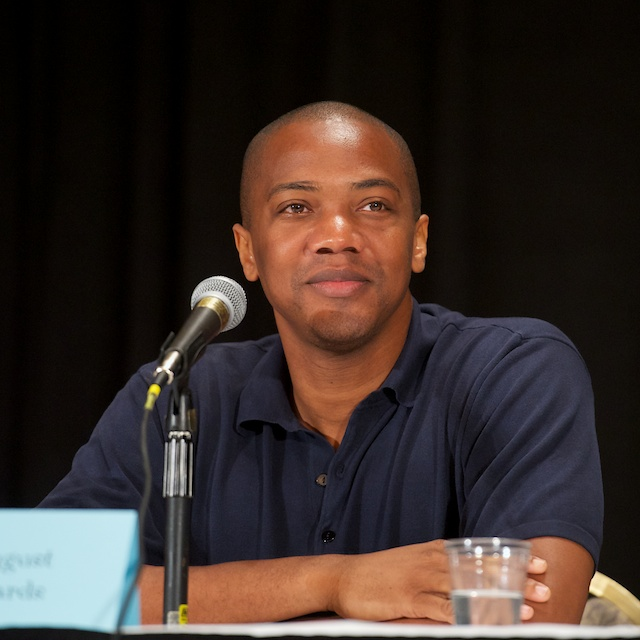
J. August Richards (* 1973)

- Richards, Jacob (1773–1816), US-amerikanischer Politiker
- Richards, James A. D. (1845–1911), US-amerikanischer Politiker
- Richards, James Prioleau (1894–1979), US-amerikanischer Politiker und Abgeordneter
- Richards, Jamie (* 1957), neuseeländischer Radrennfahrer
- Richards, Jasmine (* 1990), kanadische Schauspielerin
- Richards, Jason, Canadian-Football-Spieler
- Richards, Jeff (1924–1989), US-amerikanischer Minor league Baseballspieler und Filmschauspieler
- Richards, Jereem (* 1994), Sprinter aus Trinidad und Tobago
- Richards, Joel (* 2004), österreichischer Fußballspieler
- Richards, John (1753–1822), US-amerikanischer Politiker
- Richards, John (1765–1850), walisisch-amerikanischer Politiker
- Richards, John (* 1950), englischer Fußballspieler
- Richards, John Gardiner (1864–1941), Gouverneur von South Carolina
- Richards, John K. (1856–1909), US-amerikanischer Politiker, Jurist und United States Solicitor General
- Richards, Johnny (1911–1968), US-amerikanischer Jazzarrangeur des Modern Jazz
- Richards, Jonathan (* 1954), britischer Segler
- Richards, Jordan (* 1993), australischer Volleyballspieler
- Richards, Joseph D. (1843–1917), Geschäftsmann und Politiker in Britisch-Gambia
- Richards, Joshua, britischer Theater- und Filmschauspieler
- Richards, Joshua James (* 1985), britischer Autor, Regisseur und Kameramann
- Richards, Keith (* 1943), britischer Gitarrist (The Rolling Stones)Keith Richards (* 1943)

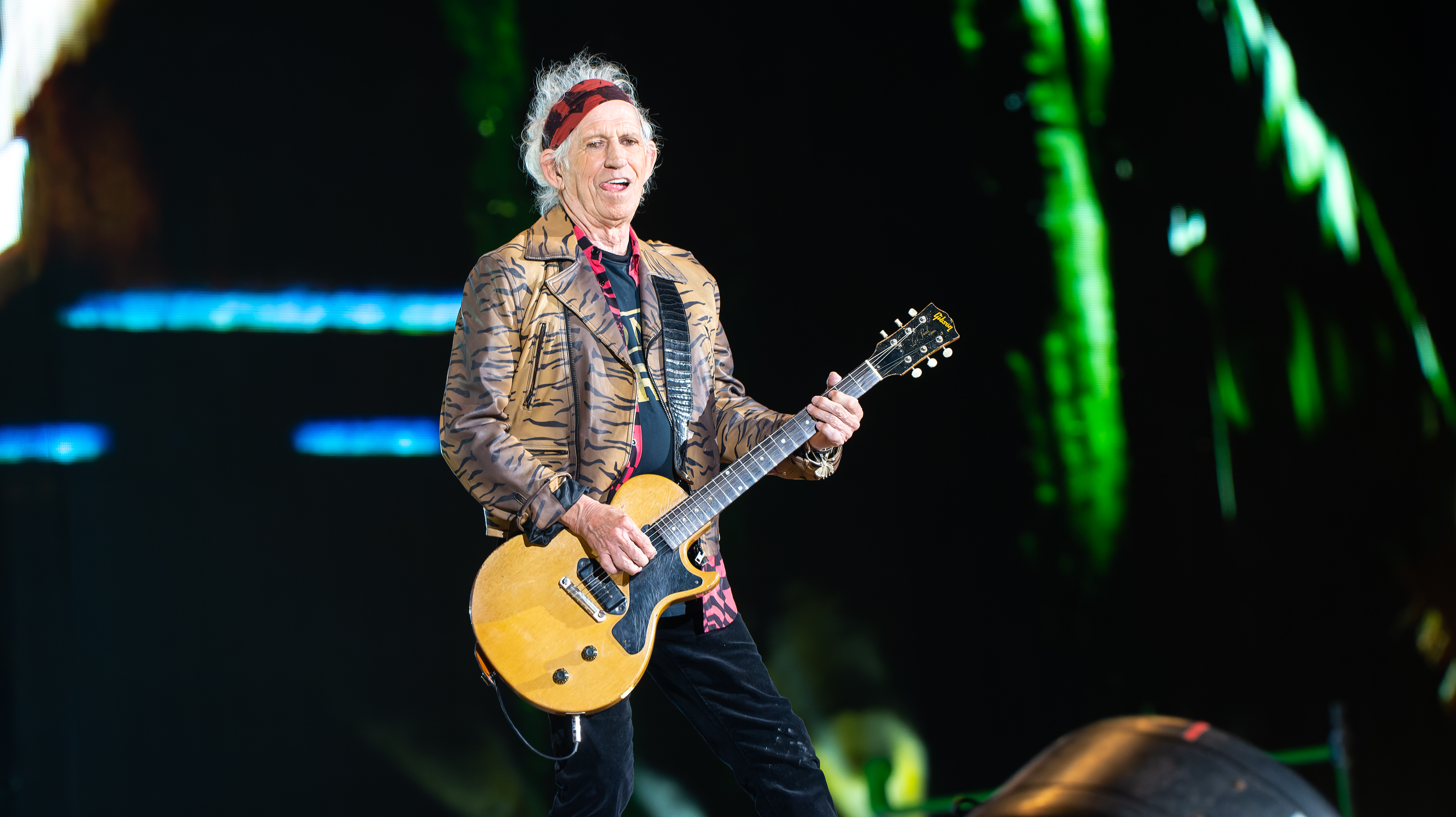
Keith Richards (* 1943)

- Richards, Kenneth (* 1958), jamaikanischer Geistlicher, römisch-katholischer Erzbischof von Kingston in Jamaika
- Richards, Kerry-Ann (* 1976), jamaikanische Sprinterin
- Richards, Kristi (* 1981), kanadische Freestyle-Skisportlerin
- Richards, Kyle (* 1969), US-amerikanische SchauspielerinKyle Richards (* 1969)

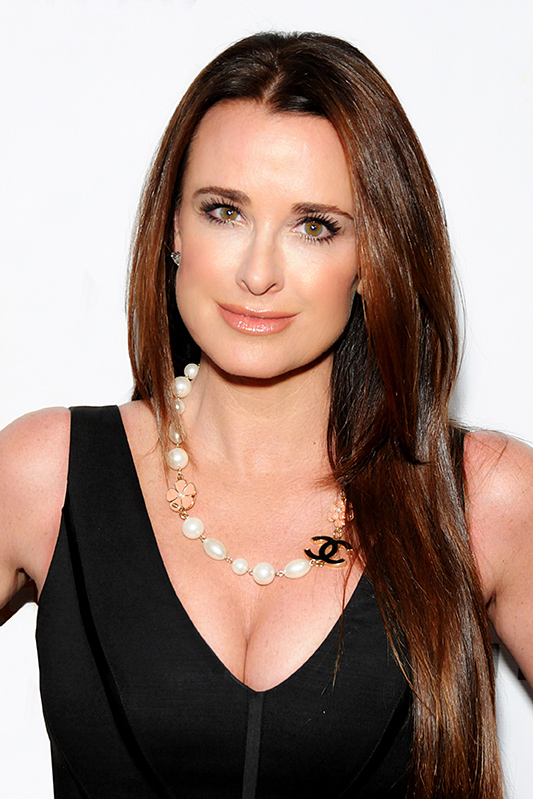
Kyle Richards (* 1969)

- Richards, Laura E. (1850–1943), US-amerikanische Schriftstellerin
- Richards, LeGrand (1886–1983), amerikanischer Kirchenführer, Apostel der Kirche Jesu Christi der Heiligen der Letzten Tage
- Richards, Linda (1841–1930), US-amerikanische Krankenschwester und Autorin
- Richards, Lloyd (1919–2006), US-amerikanischer Schauspieler und Theaterregisseur
- Richards, Lula Greene (1849–1944), US-amerikanische Dichterin und Herausgeberin
- Richards, Mark (1760–1844), US-amerikanischer Politiker
- Richards, Martin (1932–2012), US-amerikanischer Produzent von Musicals und Spielfilmen
- Richards, Martin (* 1940), britischer Informatiker
- Richards, Mary Jane (1843–1904), britische Theaterschauspielerin
- Richards, Matthew (* 2002), britischer Schwimmer
- Richards, Matthias (1758–1830), US-amerikanischer Politiker
- Richards, Max (1859–1932), deutscher Theaterschauspieler, Opernsänger (Tenor), Theaterregisseur und -intendant
- Richards, Megan (* 1999), britische Schauspielerin und Synchronsprecherin
- Richards, Mervyn (* 1953), antiguanischer Fußballspieler und -funktionär
- Richards, Micah (* 1988), englischer Fußballspieler
- Richards, Michael (* 1949), US-amerikanischer SchauspielerMichael Richards (* 1949)

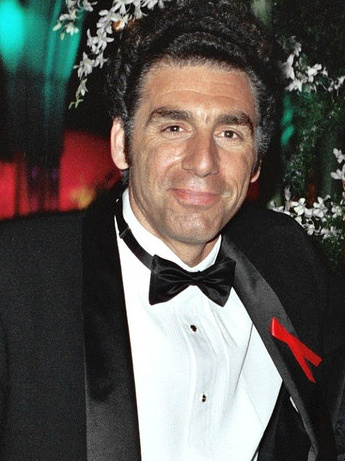
Michael Richards (* 1949)

- Richards, Mike (* 1958), neuseeländischerscher Radrennfahrer
- Richards, Mike (* 1985), kanadischer Eishockeyspieler
- Richards, Miranda Lee (* 1975), US-amerikanische Singer-Songwriterin
- Richards, Nick (* 1997), jamaikanischer Basketballspieler
- Richards, Nigel (1945–2019), britischer Offizier der British Army, Kommandeur der 4th Division
- Richards, Nigel (* 1967), neuseeländischer Scrabblespieler
- Richards, Novelle Hamilton (1917–1986), antiguanischer Schriftsteller und Politiker
- Richards, O’Dayne (* 1988), jamaikanischer Kugelstoßer
- Richards, Omar (* 1998), englischer Fußballspieler
- Richards, Pat (* 1982), australisch-irischer Rugby-League-Spieler
- Richards, Paul (* 1956), antiguanischer Sprinter
- Richards, Paul G. (* 1943), britisch-US-amerikanischer Geophysiker (Seismik)
- Richards, Paul Linford (1934–2024), US-amerikanischer Astrophysiker
- Richards, Paul W. (* 1964), US-amerikanischer Astronaut
- Richards, Ray (* 1946), australischer Fußballspieler und -trainer
- Richards, Raymond (* 2001), jamaikanischer Hochspringer
- Richards, Red (1912–1998), US-amerikanischer Jazzpianist
- Richards, Rees G. (1842–1917), US-amerikanischer Politiker
- Richards, Renée (* 1934), US-amerikanische Tennisspielerin, Buchautorin und AugenärztinRenée Richards (* 1934)

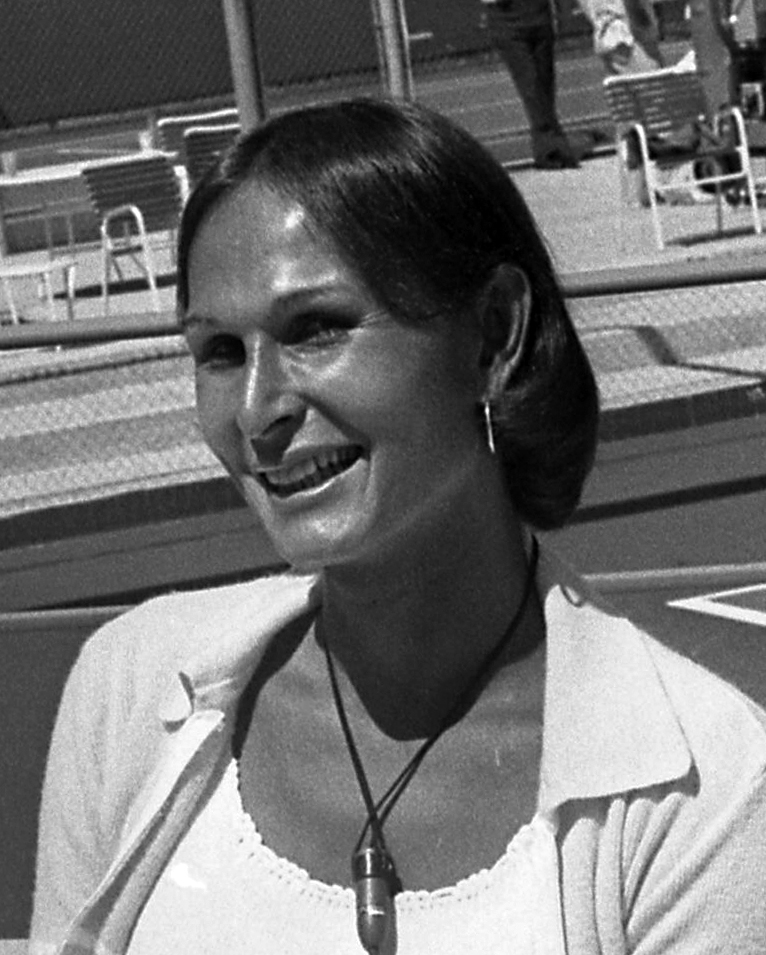
Renée Richards (* 1934)

- Richards, Rex Edward (1922–2019), britischer Chemiker
- Richards, Rhydian (* 1975), walisischer Snookerspieler
- Richards, Richard N. (* 1946), US-amerikanischer Astronaut
- Richards, Richard W. (1893–1985), australischer Physiker, Lehrer und Polarforscher
- Richards, Robert (1885–1967), australischer Politiker (Labor Party), Premierminister von South Australia
- Richards, Robert (* 1964), jamaikanischer Badmintonspieler
- Richards, Robert (* 1971), australischer Ruderer
- Richards, Robert J. (* 1942), US-amerikanischer Wissenschaftshistoriker
- Richards, Robert W. (1941–2019), US-amerikanischer Illustrator
- Richards, Ron (* 1963), kanadischer Skispringer
- Richards, Ryan (* 1991), britischer Basketballspieler
- Richards, Sandie (* 1968), jamaikanische Sprinterin
- Richards, Stephanie, US-amerikanische Jazzmusikerin und Komponistin
- Richards, Stevie (* 1971), US-amerikanischer WrestlerStevie Richards (* 1971)

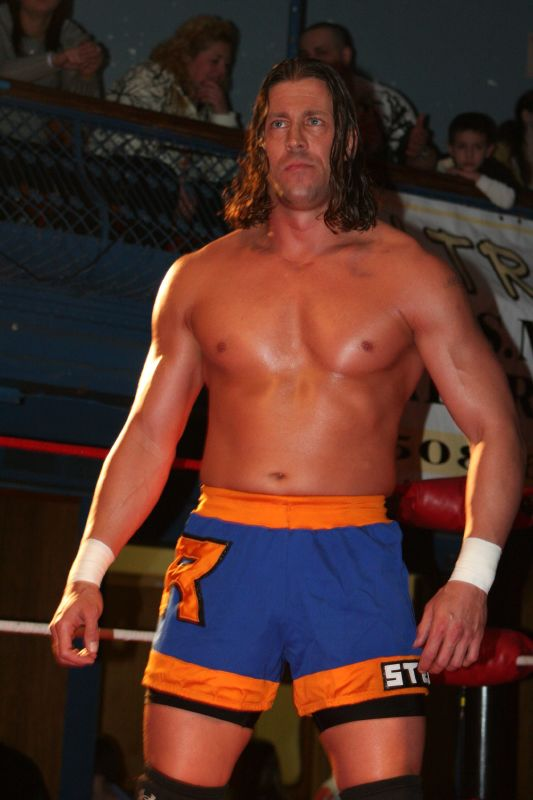
Stevie Richards (* 1971)

- Richards, Tanique, Leichtathletin aus St. Kitts und Nevis, Medaillengewinnerin bei Special Olympics World Games
- Richards, Teniele (* 1989), australische Skeletonpilotin
- Richards, Theodore William (1868–1928), US-amerikanischer Chemiker
- Richards, Thomas (1899–1946), US-amerikanischer Filmeditor
- Richards, Tim (* 1952), britischer Jazzmusiker
- Richards, Todd (* 1966), US-amerikanischer Eishockeyspieler und -trainer
- Richards, Tom (1882–1935), australisch-britischer Rugby-Union-Spieler
- Richards, Tom (1910–1985), britischer Leichtathlet
- Richards, Tom (* 1986), englischer Squashspieler
- Richards, Tom (* 1994), englischer Fußballspieler
- Richards, Trevor (* 1945), deutscher Jazzmusiker britischer Herkunft
- Richards, Trudy (1920–2008), US-amerikanische Pop- und Jazz-Sängerin
- Richards, Valerie, englische Nebendarstellerin
- Richards, Vincent (1903–1959), US-amerikanischer Tennisspieler
- Richards, Viv (* 1952), antiguanischer Cricketspieler
- Richards, William A. (1849–1912), US-amerikanischer Politiker
- Richards, William Buell (1815–1889), kanadischer Richter und Politiker, Vorsitzender des Obersten Gerichtshofes
- Richards, William Trost (1833–1905), US-amerikanischer Landschafts- und Marinemaler
- Richards, Wolf (1930–2008), deutscher Schauspieler
- Richards-Kortum, Rebecca R. (* 1964), US-amerikanische Medizintechnik-Ingenieurin
- Richards-Kwok, Dontae (* 1989), kanadischer Sprinter
- Richards-Ross, Sanya (* 1985), US-amerikanische Sprinterin und Staffel-Olympiasiegerin

###### Richardse
- Richardsen, August (1873–1957), deutscher Agrarwissenschaftler
- Richardsen, Carl (1896–1977), deutscher Politiker (CDU), MdL
- Richardsen, Ingvild, deutsche Literatur- und Kulturwissenschaftlerin
- Richardsen, Philipp (* 1976), österreichischer Pianist
- Richardsen, Uwe (1936–2023), deutscher Brigadegeneral der Bundeswehr

###### Richardso
- Richardson Jones, Mary Jane (1819–1909), US-amerikanische Abolitionistin, Philanthropin und Suffragette
- Richardson, Aimee (* 1997), britische SchauspielerinAimee Richardson (* 1997)

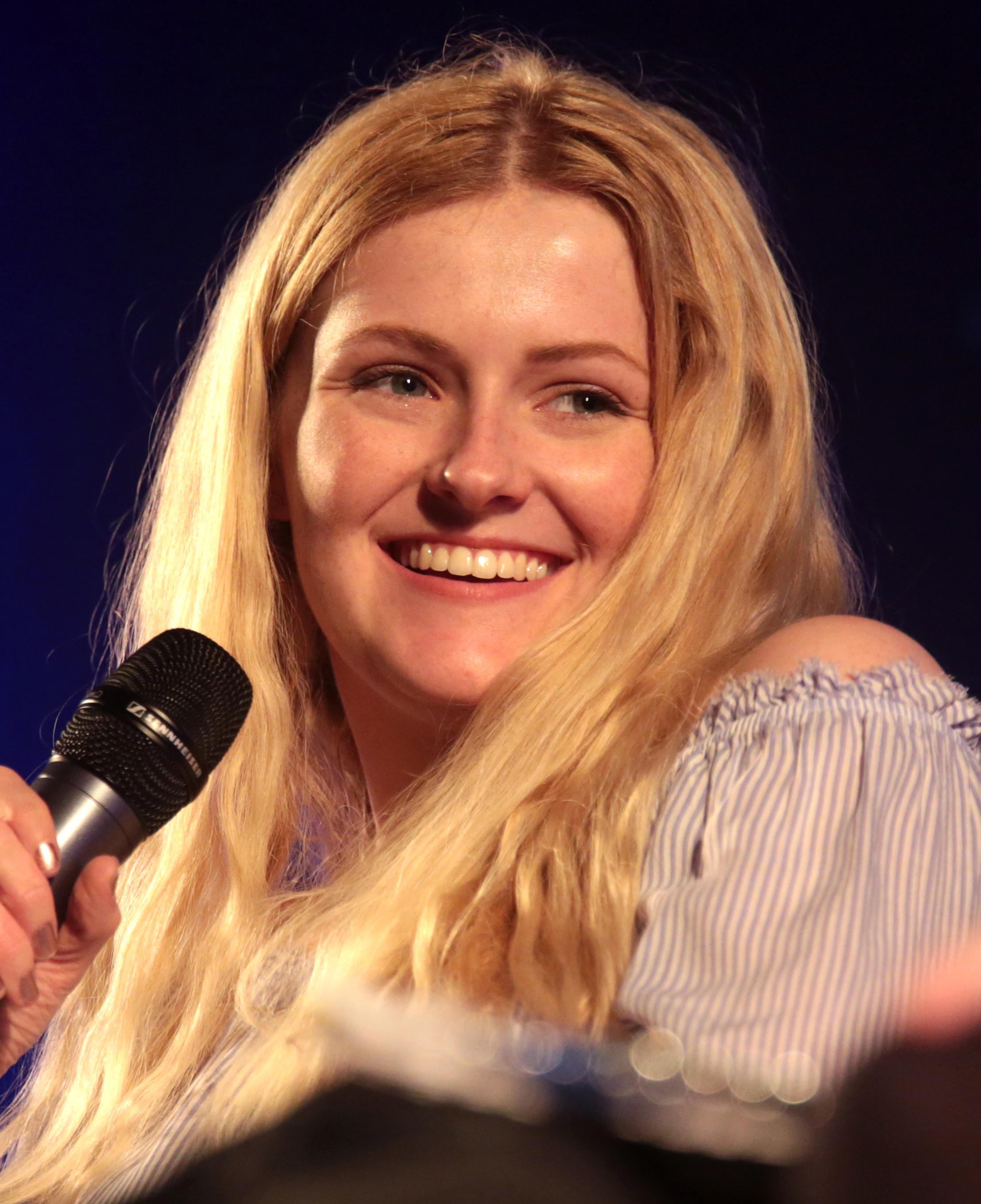
Aimee Richardson (* 1997)

- Richardson, Alan (1904–1978), schottischer Pianist und Komponist
- Richardson, Alexander (1887–1964), britischer Bobfahrer
- Richardson, Alexander (* 2003), deutsch-britischer Basketballspieler
- Richardson, Amir (* 2002), marokkanisch-französischer Fußballspieler
- Richardson, Anna (* 1970), britische Moderatorin und Journalistin
- Richardson, Anthony (* 2002), US-amerikanischer American-Football-Spieler
- Richardson, Arthur, US-amerikanischer Schauspieler und Synchronsprecher
- Richardson, Asher (* 1993), neuseeländischer Badmintonspieler
- Richardson, Barry (* 1969), englischer Torwarttrainer und Fußballtorwart
- Richardson, Benjamin (* 2003), südafrikanischer Sprinter
- Richardson, Bill (1947–2023), US-amerikanischer PolitikerBill Richardson (1947–2023)

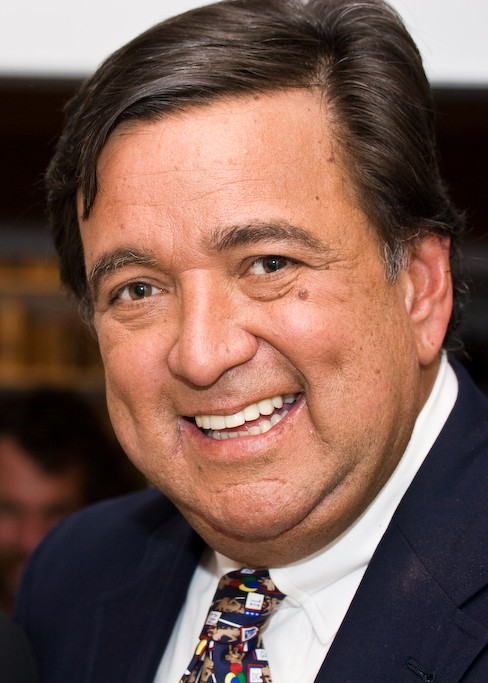
Bill Richardson (1947–2023)

- Richardson, Bobby K., US-amerikanischer Filmeditor
- Richardson, Brad (* 1985), kanadischer Eishockeyspieler und -scout
- Richardson, Britt (* 2003), kanadische Skirennläuferin
- Richardson, Bruce (* 1977), kanadischer Eishockeyspieler und -trainer
- Richardson, Cameron (* 1979), US-amerikanische Schauspielerin und Model
- Richardson, Carole, Opfer eines Justizirrtums
- Richardson, Carsten, Seefahrer
- Richardson, Charles Douglas (1853–1932), anglo-australischer Maler, Grafiker, Bildhauer und Kunstakademielehrer
- Richardson, Charles Leslie (1908–1994), britischer General
- Richardson, Charles Scott (* 1955), kanadischer Romancier und Buchgestalter
- Richardson, Colin, britischer Rock- und Metal-Produzent
- Richardson, Colin (1912–1984), britischer Autorennfahrer
- Richardson, David (1946–2023), britischer Wirtschaftshistoriker
- Richardson, David P. (1833–1904), US-amerikanischer Politiker
- Richardson, Debra (* 1961), US-amerikanische Beachvolleyballspielerin
- Richardson, Demian (* 1970), US-amerikanischer Jazztrompeter
- Richardson, Derek (* 1962), US-amerikanischer Basketballschiedsrichter
- Richardson, Derek (* 1976), US-amerikanischer Schauspieler
- Richardson, Dick (1934–1999), britischer Boxer
- Richardson, Dominique (* 1992), US-amerikanische Fußballspielerin
- Richardson, Dorothy (1873–1957), britische Schriftstellerin und Essayistin
- Richardson, Dot (* 1961), US-amerikanische Softballspielerin
- Richardson, Duke Z., US-amerikanischer Offizier, General der US Air Force
- Richardson, Egerton Rudolph (1912–1988), jamaikanischer Diplomat
- Richardson, Eimear (* 1986), irische Cricketspielerin
- Richardson, Elliot L. (1920–1999), US-amerikanischer Jurist, Diplomat und Politiker
- Richardson, Emeline (1910–1999), US-amerikanische Archäologin
- Richardson, Eugene, US-amerikanischer Basketballspieler
- Richardson, Ferdinando († 1619), englischer Komponist und Edelmann
- Richardson, Friend (1865–1943), US-amerikanischer Politiker
- Richardson, Garth, kanadischer Musikproduzent
- Richardson, George F. (1850–1923), US-amerikanischer Politiker
- Richardson, Glen (* 1955), kanadischer Eishockeyspieler
- Richardson, Gloster (1941–2020), US-amerikanischer American-Football-Spieler
- Richardson, Gordon, Baron Richardson of Duntisbourne (1915–2010), britischer Bankmanager, Politiker und Life Peer
- Richardson, Greg (* 1958), US-amerikanischer Boxer im Bantamgewicht
- Richardson, Guy (1921–1965), britischer Ruderer
- Richardson, Haley Lu (* 1995), US-amerikanische SchauspielerinHaley Lu Richardson (* 1995)

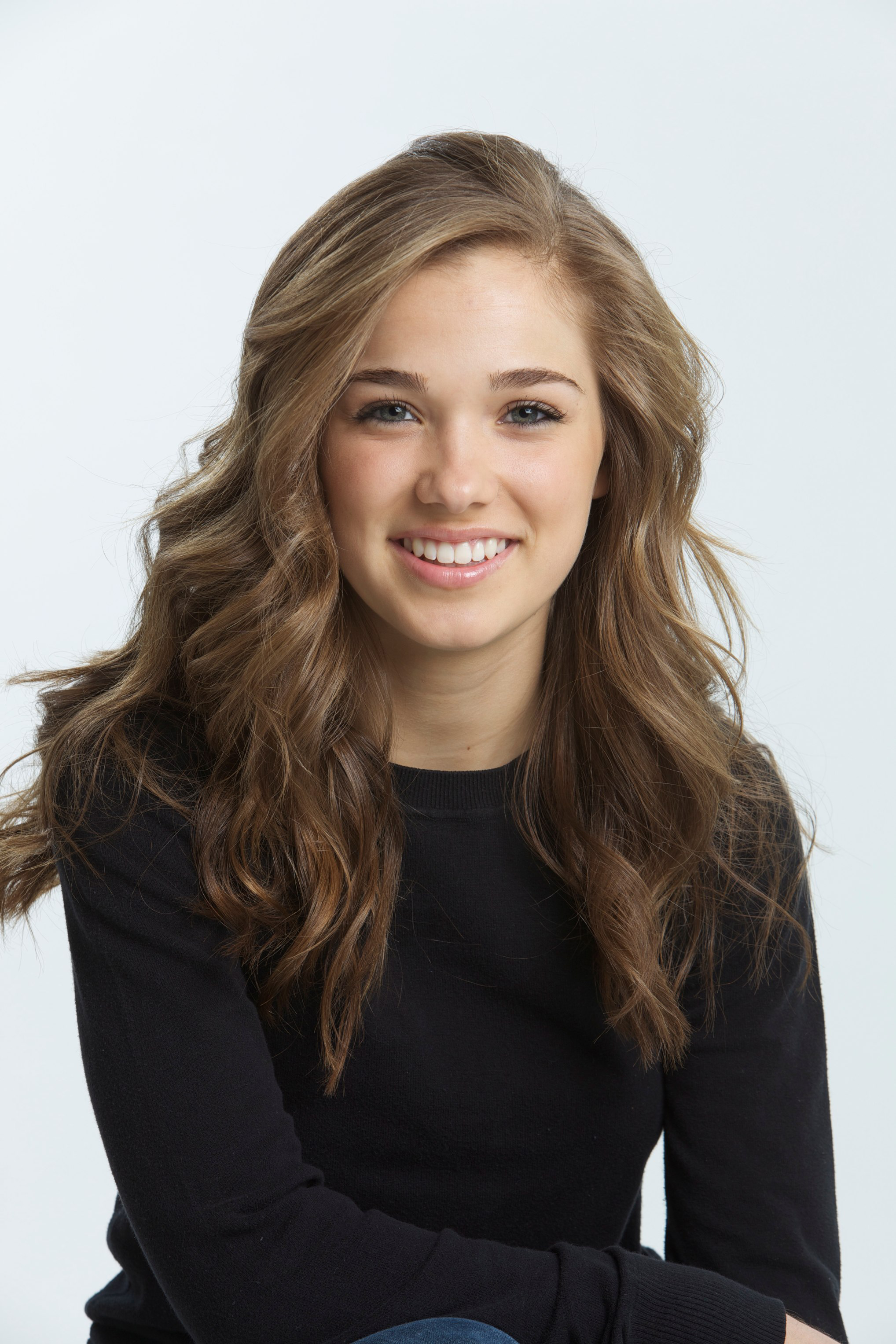
Haley Lu Richardson (* 1995)

- Richardson, Ham (1933–2006), US-amerikanischer Tennisspieler
- Richardson, Harrison Holt (1919–1999), US-amerikanischer Expeditionsteilnehmer und Filmemacher
- Richardson, Harry A. (1853–1928), US-amerikanischer Politiker
- Richardson, Henry (1889–1963), US-amerikanischer Bogenschütze
- Richardson, Henry (1936–2017), britischer Filmeditor
- Richardson, Henry Handel (1870–1946), australische Schriftstellerin
- Richardson, Henry Hobson (1838–1886), US-amerikanischer Architekt
- Richardson, Herbert (1903–1982), kanadischer Ruderer
- Richardson, Huey (* 1968), US-amerikanischer American-Football-Spieler
- Richardson, Hugh (1826–1913), kanadischer Richter
- Richardson, Hugh Edward (1905–2000), britischer Diplomat und Tibetologe
- Richardson, Ian (1934–2007), britischer SchauspielerIan Richardson (1934–2007)

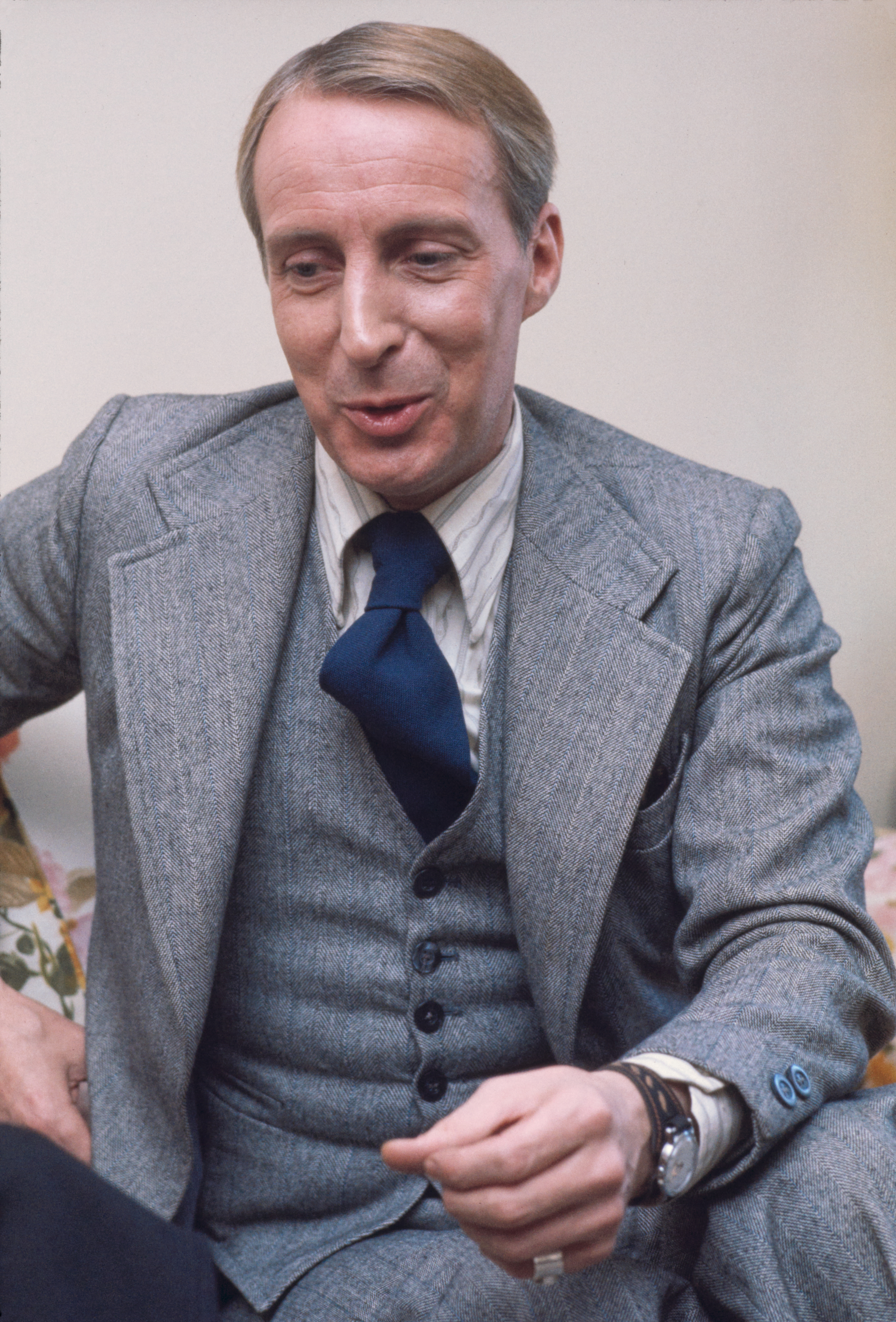
Ian Richardson (1934–2007)

- Richardson, Ingeborg, schwedische UN-Diplomatin und Funktionärin
- Richardson, Irmtraud (* 1945), deutsche Radiokorrespondentin und Fernsehmoderatorin
- Richardson, Israel Bush (1815–1862), US-amerikanischer Offizier, Generalmajor der Nordstaaten im Sezessionskrieg
- Richardson, Jack (1920–2011), britischer Chemieingenieur
- Richardson, Jack (1934–2012), US-amerikanischer Dramatiker
- Richardson, Jackson (* 1969), französischer Handballspieler und -trainer
- Richardson, James (1809–1851), britischer Missionar, Abolitionist und Afrikaforscher
- Richardson, James Armstrong (1922–2004), kanadischer Politiker
- Richardson, James Burchill (1770–1836), Gouverneur von South Carolina
- Richardson, James D. (1843–1914), US-amerikanischer Politiker
- Richardson, James L. (1909–1987), US-amerikanischer Offizier, Generalleutnant der US-Army
- Richardson, James M. (1858–1925), US-amerikanischer Politiker
- Richardson, James O. (1878–1974), US-amerikanischer Admiral
- Richardson, James T. (* 1941), amerikanischer Soziologe, Professor für Soziologie und Rechtswissenschaft in University of Nevada, Reno
- Richardson, Jane (* 1941), US-amerikanische Biochemikerin
- Richardson, Jason (* 1981), US-amerikanischer Basketballspieler
- Richardson, Jason (* 1986), US-amerikanischer Hürdenläufer
- Richardson, Jayden (* 2000), englischer Fußballspieler
- Richardson, Jenny (* 2004), britische Schauspielerin
- Richardson, Jeremy, US-amerikanischer Basketballspieler
- Richardson, Jerome (1920–2000), US-amerikanischer Jazzsaxophonist und -flötist
- Richardson, Jerry (1936–2023), US-amerikanischer American-Football-Spieler; Besitzer der Carolina Panthers
- Richardson, Jhye (* 1996), australischer Cricketspieler
- Richardson, Jillian (* 1965), kanadische Sprinterin
- Richardson, Jim (* 1941), britischer Jazz- und Fusionmusiker
- Richardson, Jim (* 1947), US-amerikanischer Fotograf und Autor
- Richardson, Jimmy (1911–1964), englischer Fußballspieler
- Richardson, Joanna (1925–2008), britische Romanistin, Anglistin, Biographin und Literaturwissenschaftlerin
- Richardson, Joe-Joe (* 2001), US-amerikanischer Fußballspieler
- Richardson, Joely (* 1965), britische SchauspielerinJoely Richardson (* 1965)

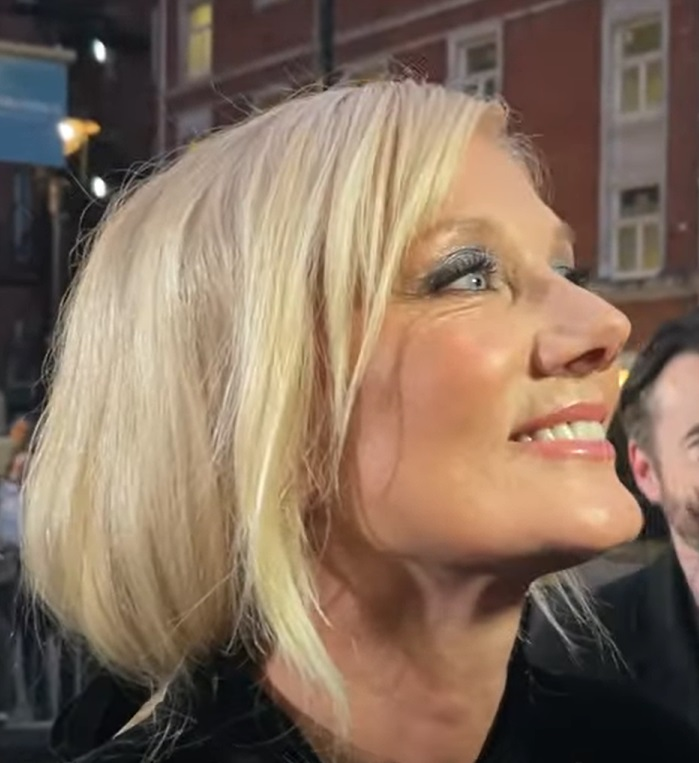
Joely Richardson (* 1965)

- Richardson, John (1787–1865), schottischer Naturhistoriker, Mediziner, Botaniker, Zoologe, Geologe, Polarforscher, Ichthyologe und Entdecker
- Richardson, John (* 1873), südafrikanischer Tennisspieler
- Richardson, John (1924–2019), britischer Kunsthistoriker und Kunstkritiker
- Richardson, John (1934–2021), britischer Schauspieler
- Richardson, John (* 1946), britischer Spezialeffektkünstler
- Richardson, John (* 1951), US-amerikanischer Philosoph
- Richardson, John B. IV (* 1968), US-amerikanischer Offizier, Generalmajor der US-Army
- Richardson, John M. (* 1960), US-amerikanischer Admiral
- Richardson, John Peter (1801–1864), US-amerikanischer Politiker
- Richardson, John Peter junior (1831–1899), US-amerikanischer Politiker, Gouverneur von South Carolina
- Richardson, John S. (1828–1894), US-amerikanischer Politiker
- Richardson, John, Baron Richardson (1910–2004), britischer Mediziner und Ärztefunktionär
- Richardson, Jon (* 1982), englischer Komiker und Radiomoderator
- Richardson, Jonathan (1665–1745), britischer Porträtmaler
- Richardson, Joseph (1778–1871), US-amerikanischer Politiker
- Richardson, Josh (* 1993), US-amerikanischer Basketballspieler
- Richardson, Julie (* 1967), neuseeländische Tennisspielerin
- Richardson, Kane (* 1991), australischer Cricketspieler
- Richardson, Kat, US-amerikanische Schriftstellerin
- Richardson, Katharine (1854–1927), britische Bergsteigerin
- Richardson, Katherine (* 1954), dänische Meereskundlerin mit Spezialisierung in Meeresbiologie
- Richardson, Kathleen, Baroness Richardson of Calow (* 1938), britische methodistische Geistliche und Life Peeress
- Richardson, Katie Ryder (* 1969), britische Schauspielerin
- Richardson, Kayla Anise (* 1998), US-amerikanisch-philippinische Leichtathletin
- Richardson, Kaylin (* 1984), US-amerikanische Skirennläuferin
- Richardson, Keith (1942–2017), britischer Schachspieler
- Richardson, Ken (1911–1997), britischer Test- und Autorennfahrer
- Richardson, Kevin (* 1962), englischer Fußballspieler

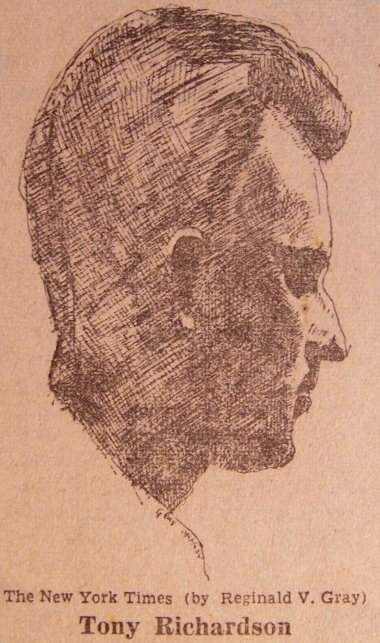
Tony Richardson (1928–1991)

- Richardson, Kevin (* 1971), US-amerikanischer PopsängerKevin Richardson (* 1971)

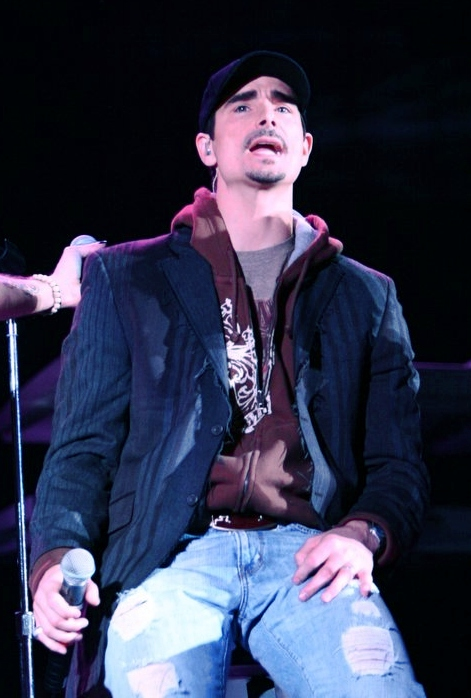
Kevin Richardson (* 1971)

- Richardson, Kevin (* 1974), südafrikanischer Zoologe
- Richardson, Kevin Michael (* 1964), US-amerikanischer Schauspieler und Synchronsprecher
- Richardson, Kieran (* 1984), englischer Fußballspieler
- Richardson, Kim (* 1965), kanadische Sängerin und Schauspielerin
- Richardson, Kyla Ashley (* 1998), US-amerikanisch-philippinische Leichtathletin
- Richardson, LaTanya (* 1949), US-amerikanische Schauspielerin
- Richardson, Laura (* 1962), amerikanische Politikerin
- Richardson, Laura J. (* 1963), US-amerikanische Soldatin, General der United States Army
- Richardson, Lawrence Jr. (1920–2013), US-amerikanischer Klassischer Philologe und Klassischer Archäologe
- Richardson, Lee (* 1926), US-amerikanischer Rhythm-&-Blues-Sänger (Bariton)
- Richardson, Lee (1926–1999), US-amerikanischer Theater- und Filmschauspieler
- Richardson, Lee (* 1971), englischer Snookerspieler
- Richardson, Leon (* 1957), antiguanischer Radrennfahrer
- Richardson, Leonard (1881–1955), südafrikanischer Langstrecken- und Hindernisläufer
- Richardson, Lewis (* 1997), britischer Boxer
- Richardson, Lewis Fry (1881–1953), britischer Meteorologe und Friedensforscher
- Richardson, Lisa (* 1966), dänische Curlerin
- Richardson, Logan (* 1980), US-amerikanischer Jazzmusiker
- Richardson, Louise (* 1958), irische Politikwissenschaftlerin und Hochschullehrerin
- Richardson, Luke (* 1969), kanadischer Eishockeyspieler und -trainer
- Richardson, Marcia (* 1972), britische Sprinterin
- Richardson, Marie (* 1959), schwedische SchauspielerinMarie Richardson (* 1959)

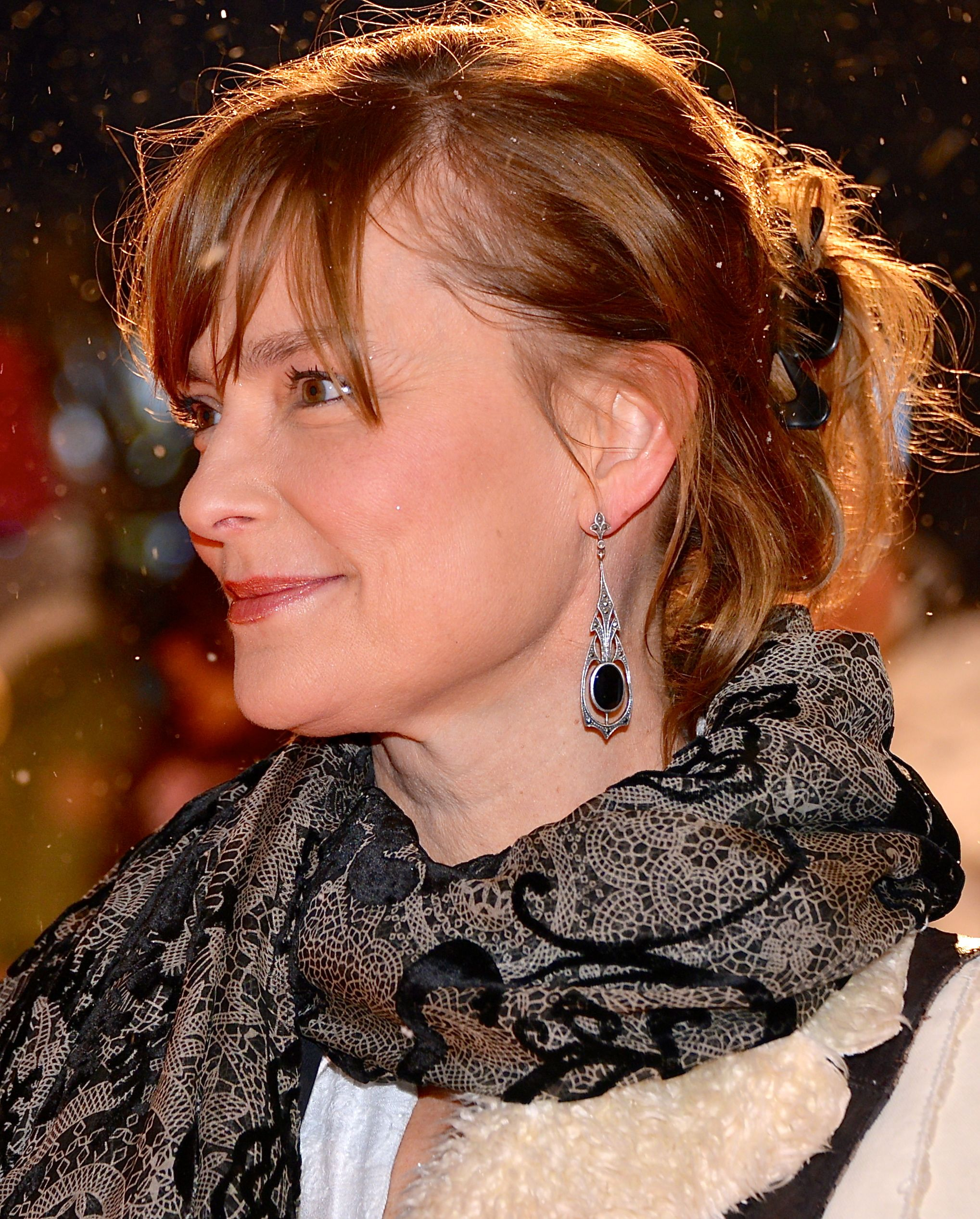
Marie Richardson (* 1959)

- Richardson, Mark (* 1970), britischer Schlagzeuger der Band Feeder
- Richardson, Mark (* 1972), britischer Sprinter
- Richardson, Mark (* 1986), britischer Eishockeyspieler
- Richardson, Mary († 1961), kanadisch-britische Suffragette, Autorin und politische Aktivistin
- Richardson, Matthew (* 1999), australischer Bahnradsportler
- Richardson, Melvyn (* 1997), französischer Handballspieler
- Richardson, Micheál (* 1995), irischer Schauspieler
- Richardson, Micheal Ray (* 1955), US-amerikanischer Basketballspieler und -trainer
- Richardson, Michele (* 1969), US-amerikanische Schwimmerin
- Richardson, Miles (* 1963), englischer Schauspieler
- Richardson, Miranda (* 1958), britische Schauspielerin
- Richardson, Nafesha (* 1997), Menschenrechts- und Klimaschutzaktivistin aus St. Vincent und den Grenadinen
- Richardson, Nancy, US-amerikanische Filmeditorin
- Richardson, Natasha (1963–2009), britische FilmschauspielerinNatasha Richardson (1963–2009)

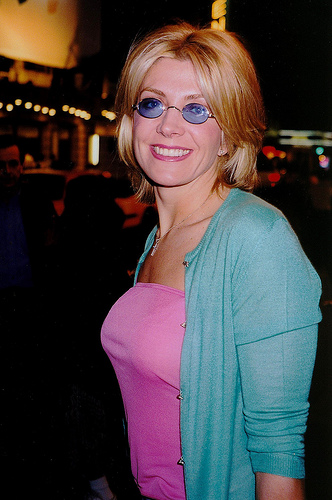
Natasha Richardson (1963–2009)

- Richardson, Norman (* 1977), US-amerikanischer Basketballspieler
- Richardson, Origen D. (1795–1876), US-amerikanischer Politiker
- Richardson, Owen Willans (1879–1959), englischer Physiker
- Richardson, Paddy, neuseeländische Schriftstellerin
- Richardson, Passion (* 1975), US-amerikanische Sprinterin
- Richardson, Patricia (* 1951), US-amerikanische SchauspielerinPatricia Richardson (* 1951)

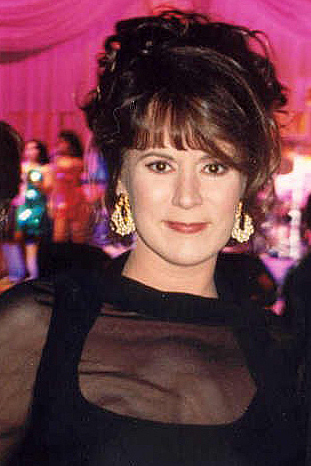
Patricia Richardson (* 1951)

- Richardson, Paul (* 1992), US-amerikanischer American-Football-Spieler
- Richardson, Paul G., Hämatologe und Onkologe
- Richardson, Peter (* 1970), britischer Boxer
- Richardson, Peter D. (1935–2020), britisch-US-amerikanischer Medizin-Ingenieur
- Richardson, Philip (1865–1953), britischer Sportschütze
- Richardson, Philip (* 1958), neuseeländischer anglikanischer Bischof
- Richardson, Quentin (* 1980), US-amerikanischer Basketballspieler
- Richardson, Ralph (1902–1983), britischer Schauspieler
- Richardson, Reginald (1912–1997), kanadisch-US-amerikanischer Physiker
- Richardson, Richard Taswell (1852–1930), englischer Jurist und Tennisspieler
- Richardson, Robert (1929–2014), britischer Offizier und Generalleutnant des Heeres
- Richardson, Robert (* 1955), US-amerikanischer Kameramann
- Richardson, Robert C. (1882–1954), US-amerikanischer Offizier, General der US-Army
- Richardson, Robert Coleman (1937–2013), US-amerikanischer Physiker
- Richardson, Robert S. (1902–1981), amerikanischer Astronom und Science-Fiction-Autor
- Richardson, Rochelle (* 1971), US-amerikanische Medienperson und Verschwörungsideologin
- Richardson, Rodney (1917–2005), US-amerikanischer Jazz-Bassist
- Richardson, Rufus Byam (1845–1914), US-amerikanischer Archäologe und Hochschullehrer
- Richardson, Russell, US-amerikanischer Schauspieler
- Richardson, Salli (* 1967), US-amerikanische Schauspielerin und Regisseurin
- Richardson, Sam (1917–1989), kanadischer Sprinter, Weit- und Dreispringer
- Richardson, Sam (* 1984), US-amerikanischer Schauspieler
- Richardson, Samuel (1689–1761), englischer Schriftsteller
- Richardson, Sha’Carri (* 2000), US-amerikanische SprinterinSha’Carri Richardson (* 2000)

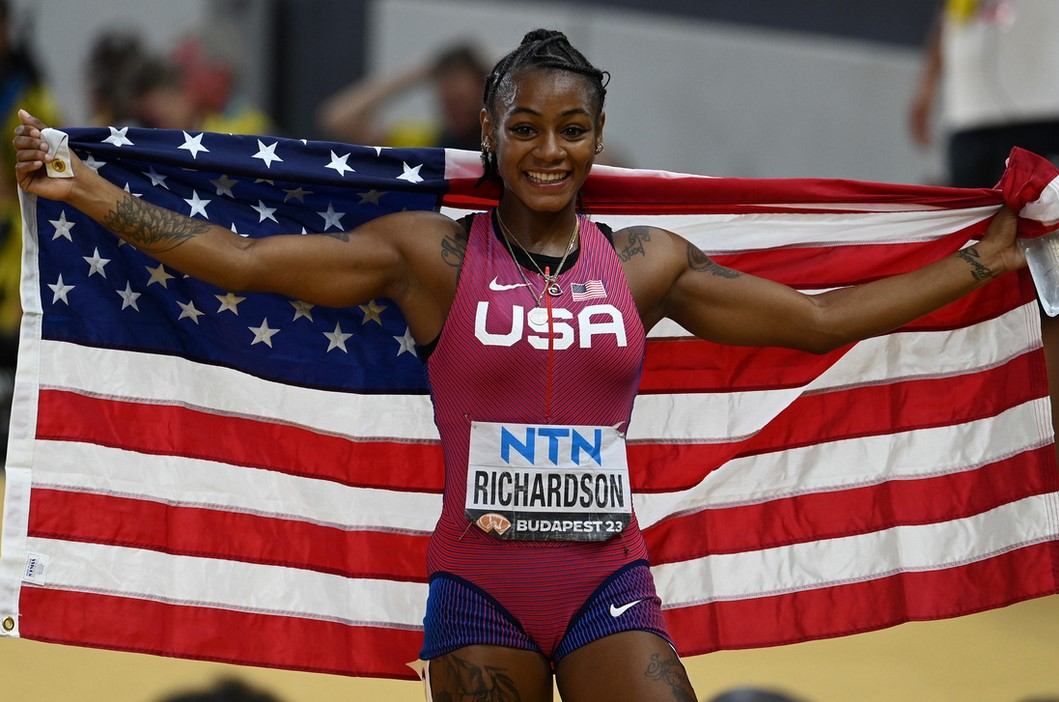
Sha’Carri Richardson (* 2000)

- Richardson, Sheldon (* 1990), US-amerikanischer American-Football-Spieler
- Richardson, Simon (* 1966), britischer Radsportler
- Richardson, Simon (* 1983), britischer Radrennfahrer
- Richardson, Steve (* 1972), irischer Squashspieler
- Richardson, T. K. (* 1988), US-amerikanischer Schauspieler, Filmproduzent und Filmregisseur
- Richardson, Terry (* 1965), US-amerikanischer Fotograf
- Richardson, Thomas J. (* 1961), US-amerikanischer Informatiker
- Richardson, Timothy, US-amerikanischer Filmschauspieler, Drehbuchautor, Kameramann und Filmregisseur
- Richardson, Tony (1928–1991), britischer Regisseur, Drehbuchautor und ProduzentTony Richardson (1928–1991)
- Richardson, Tony (* 1971), US-amerikanischer American-Football-Spieler
- Richardson, Torrey, US-amerikanische Schauspielerin, Drehbuchautorin und Filmproduzentin
- Richardson, Trent (* 1990), US-amerikanischer Footballspieler
- Richardson, Wally (* 1930), US-amerikanischer Jazz- und Rhythm-and-Blues-Musiker (Gitarre)
- Richardson, William (* 1869), US-amerikanischer Sänger
- Richardson, William (1903–1969), US-amerikanischer Mittelstreckenläufer
- Richardson, William (1909–1959), englischer Fußballspieler
- Richardson, William Adams (1821–1896), US-amerikanischer Jurist und Politiker
- Richardson, William Alexander (1811–1875), US-amerikanischer Politiker
- Richardson, William B. (1874–1945), US-amerikanischer Politiker
- Richardson, William Emanuel (1886–1948), US-amerikanischer Politiker
- Richardson, William M. (1774–1838), US-amerikanischer Jurist und Politiker
- Richardson, William N. (1839–1914), US-amerikanischer Rechtsanwalt, Richter und Politiker
- Richardson, William P. (1824–1886), US-amerikanischer Jurist, Offizier und Politiker
- Richardson, William R. (1929–2023), US-amerikanischer Militär, General der US Army
- Richardson, William S. (1919–2010), US-amerikanischer Politiker und Jurist
- Richardson-Sellers, Maisie (* 1992), britische SchauspielerinMaisie Richardson-Sellers (* 1992)

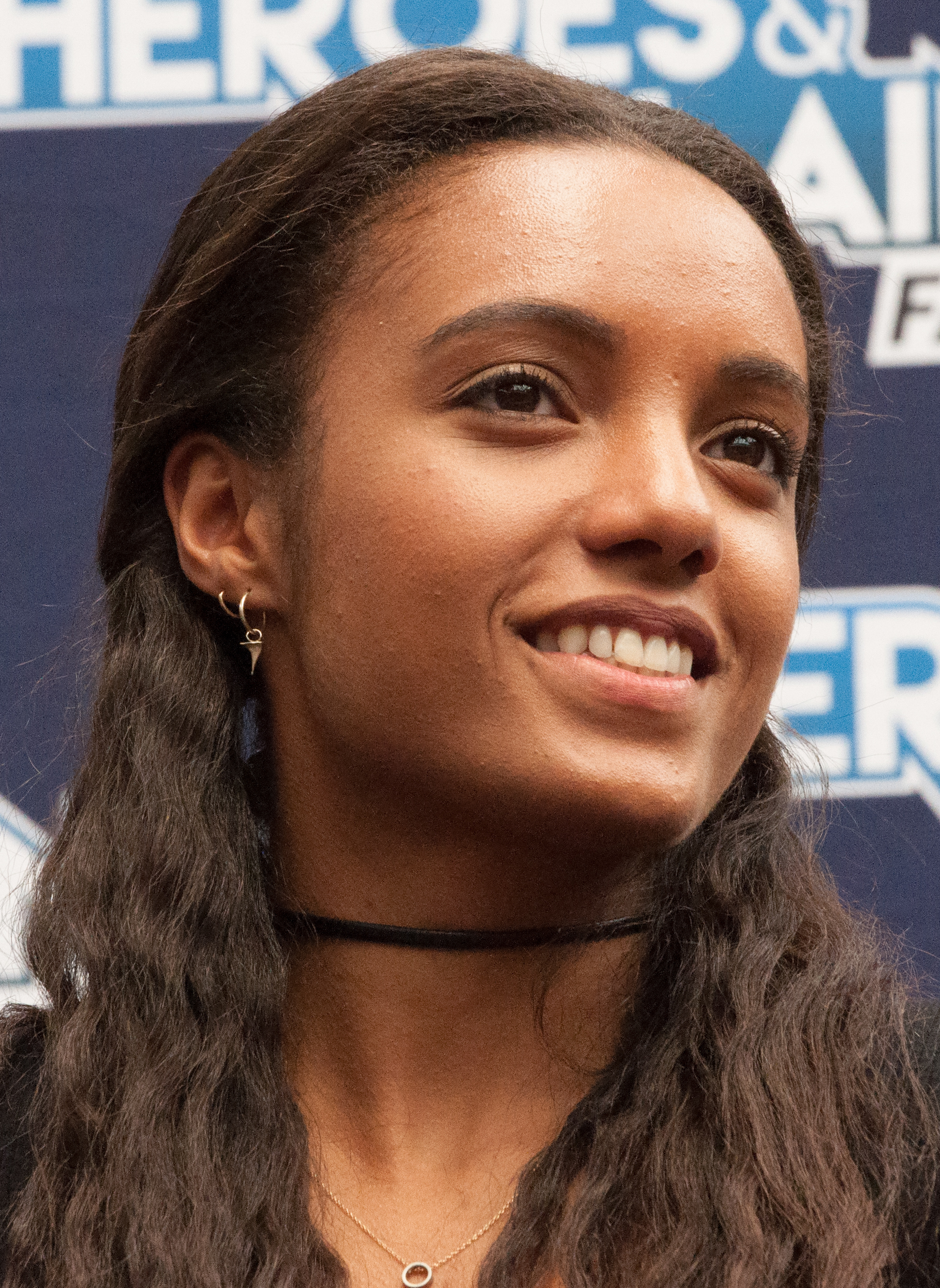
Maisie Richardson-Sellers (* 1992)

- Richardson-Walsh, Helen (* 1981), britische Feldhockeyspielerin
- Richardson-Walsh, Kate (* 1980), britische Feldhockeyspielerin

###### Richardss
- Richardsson, Camilla (* 1993), finnische Leichtathletin

##### Richardt
- Richardt, Christian (1831–1892), dänischer Autor und Geistlicher
- Richardt, Ellen (1941–1985), deutsche Dokumentarfilm-Regisseurin
- Richardt, Gerd (* 1953), deutscher Redakteur und Autor
- Richardt, Karl (1904–1970), deutscher Gewerkschafter
- Richardt, Mario (* 1976), deutscher Fernsehmoderator
- Richardt, Patrick (* 1989), deutscher Liedermacher
- Richardt, Sina (* 1993), deutsche Schauspielerin

##### Richardy
- Richardy, Johannes (1878–1955), deutscher Komponist

#### Richari
- Richarius von Centula († 645), Abt von Saint-Riquier, Heiliger

#### Richarl
- Richarlison (* 1997), brasilianischer FußballspielerRicharlison (* 1997)

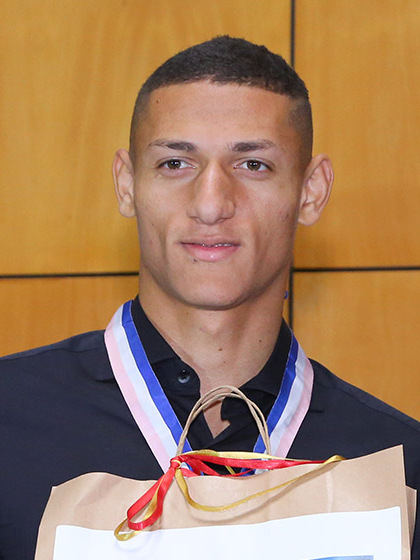
Richarlison (* 1997)

- Richarlyson (* 1982), brasilianischer Fußballspieler

#### Richart
- Richart, Frank E. (1918–1994), US-amerikanischer Bauingenieur
- Richarts, Hans (1910–1979), deutscher Landwirt und Politiker (CDU), MdB, MdEP
- Richartz, Alfred (* 1953), deutscher Sportwissenschaftler
- Richartz, Barbara (* 1962), deutsche Kardiologin
- Richartz, Frank (* 1978), deutscher Schauspieler
- Richartz, Johann Heinrich (1796–1861), deutscher Kaufmann und Mäzen
- Richartz, Walter E. (1927–1980), deutscher Chemiker und Schriftsteller
- Richartz, Willy (1900–1972), deutscher Komponist und Dirigent

#### Richarz
- Richarz, Claudia (* 1955), deutsche Experimental- und Dokumentarfilmemacherin
- Richarz, Everhard (1904–1941), deutscher römisch-katholischer Geistlicher und Märtyrer
- Richarz, Franz (1812–1887), deutscher Psychiater
- Richarz, Franz (1860–1920), deutscher Physiker und Hochschullehrer
- Richarz, Friedrich-Albert (1923–2010), deutscher Admiralarzt
- Richarz, Hermann (1907–1985), deutscher katholischer Priester
- Richarz, Irmintraut (1927–2012), deutsche Haushaltswissenschaftlerin und emeritierte Professorin
- Richarz, Jan (* 1981), deutscher Bauhistoriker und Aachener Dombaumeister
- Richarz, Monika (* 1937), deutsche Historikerin
- Richarz, Peter von (1783–1855), Bischof von Speyer und Augsburg

### Richau
- Richau, Franz (* 1960), österreichischer Beamter und Politiker (ÖVP), Mitglied des Bundesrates
- Richaud, André de (1907–1968), französischer Schriftsteller
- Richaud, Benoît (* 1988), französischer Eistänzer und Choreograf
- Richaud, Paul (1887–1968), französischer Geistlicher und Erzbischof von Bordeaux